# Buda Engine Co.
Die Buda Engine Company war ein US-amerikanischer Motorenhersteller mit Sitz in Illinois. Das Unternehmen zählte 106 überwiegend US-amerikanische Nutzfahrzeughersteller zu seinen Kunden und war auch ein bedeutender Anbieter von Motoren für Boote, Traktoren und Landmaschinen, Baumaschinen sowie Logistikfahrzeuge. Zeitweilig stellte Buda auch Gabelstapler her. Nach der Übernahme durch Allis-Chalmers 1953 wurde die Marke eingestellt, von Buda entwickelte Motoren blieben jedoch noch lange im Angebot von Allis-Chalmers.

## Unternehmensgeschichte
Das Unternehmen wurde 1881 von George Chalender in Buda, Illinois, gegründet und produzierte anfangs vor allem Werkzeuge und Maschinen zur Gleisdurcharbeitung, Weichen und Signalanlagen. Ende des 19. Jahrhunderts begann man in einer neuen, 2,4 Hektaren großen Fabrik in Harvey nahe Chicago (Illinois), auch Motordraisinen und Velozipede herzustellen. Zunächst wurden sie von zugekauften, luftgekühlten Einzylindermotoren angetrieben. Nachdem die eigene Motorenfertigung angelaufen war, wurden hauseigene Motoren verwendet. 1913 waren mindestens acht verschiedene Motordraisinen und Velozipede im Angebot. Der Bau von Draisinen ist bis mindestens 1943 belegt, danach übernahm die US Army das vorhandene Inventar und Buda Engine stellte auf Kriegsproduktion um.

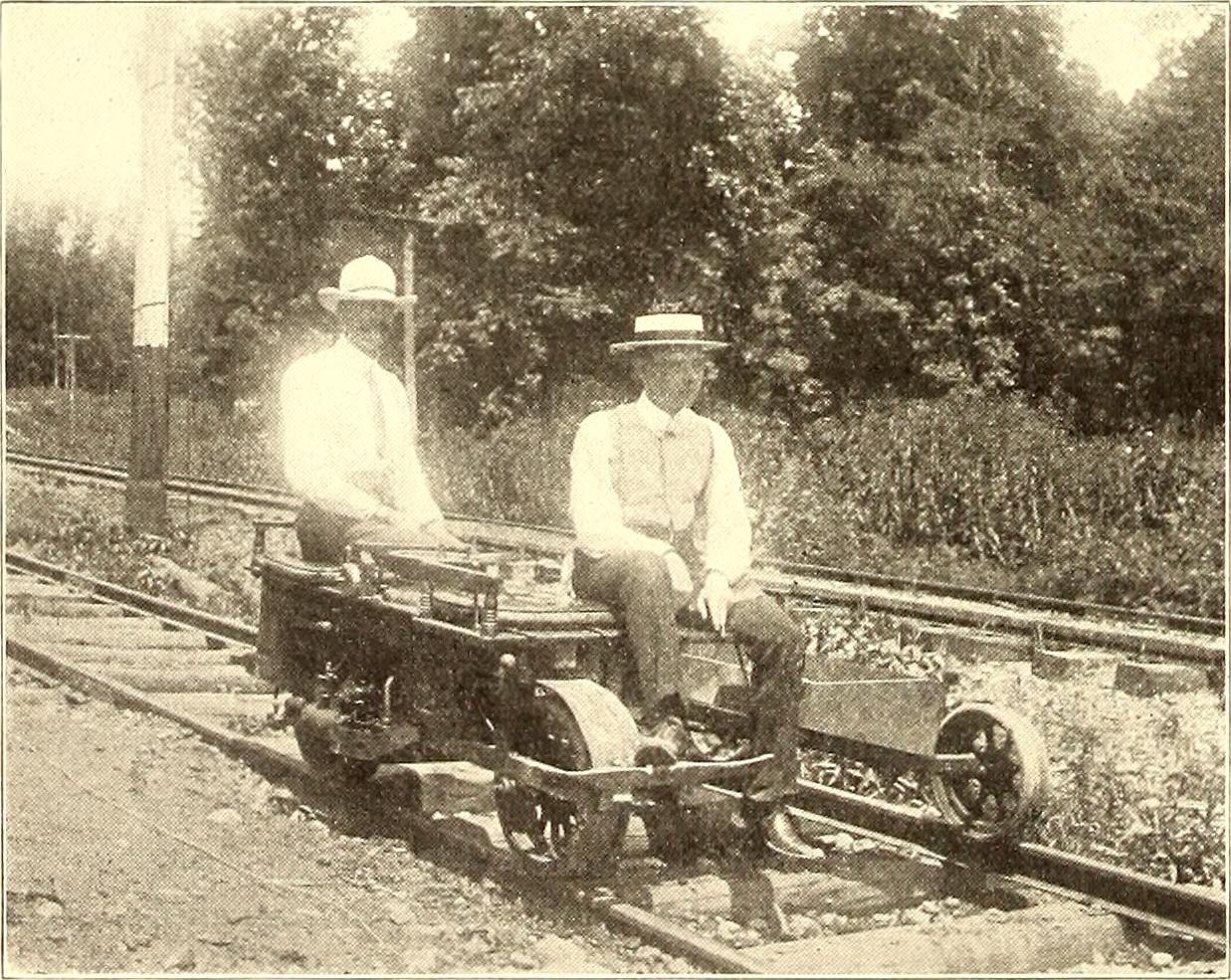
Typisches Veloziped eines unbekannten Herstellers, ca. 1904.
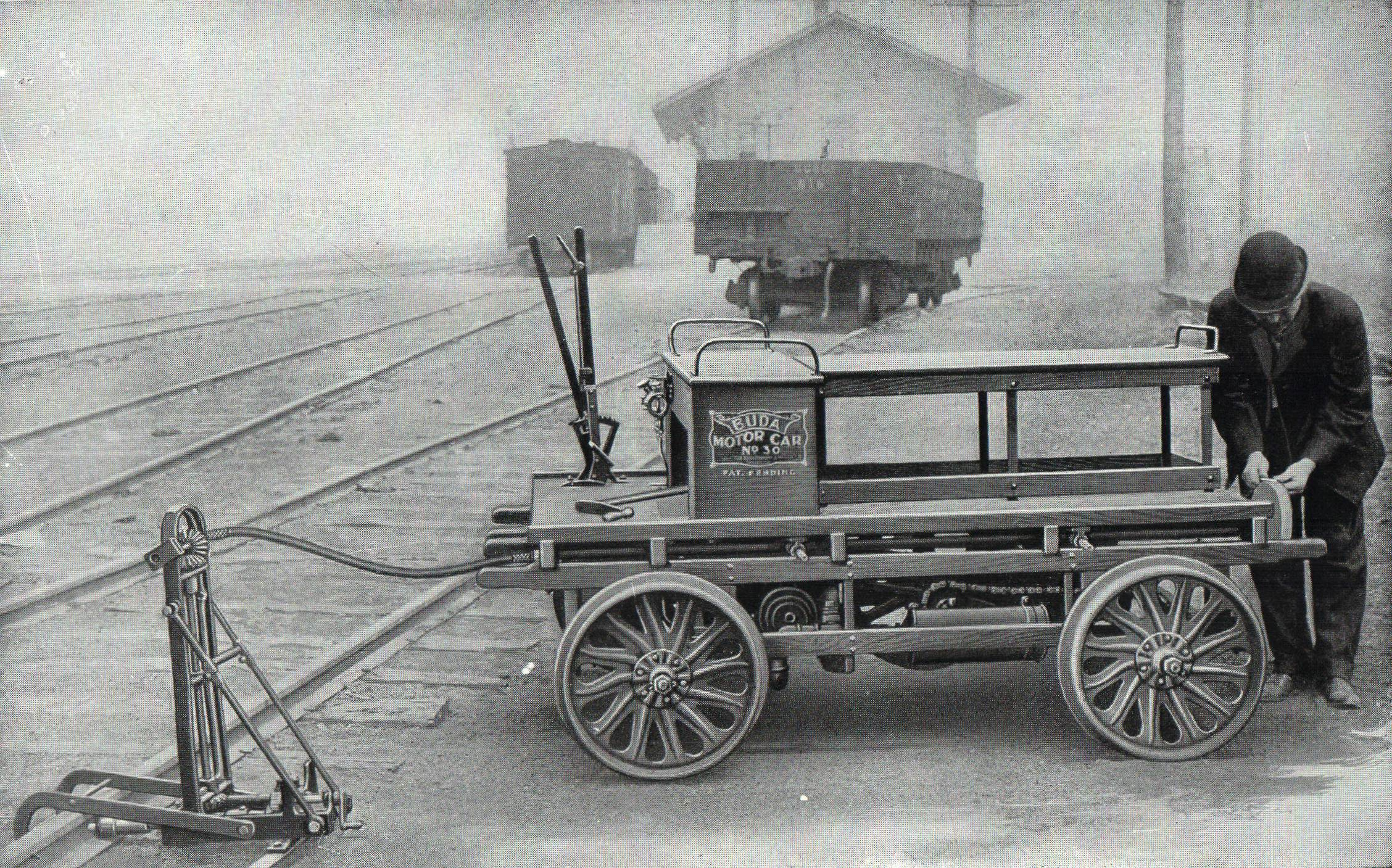
Buda Motor Car № 30; „Section Motor Car“ (Motordraisine) zur Überwachung von Gleisabschnitten und für Signalreparaturen; veröffentlicht 1914.
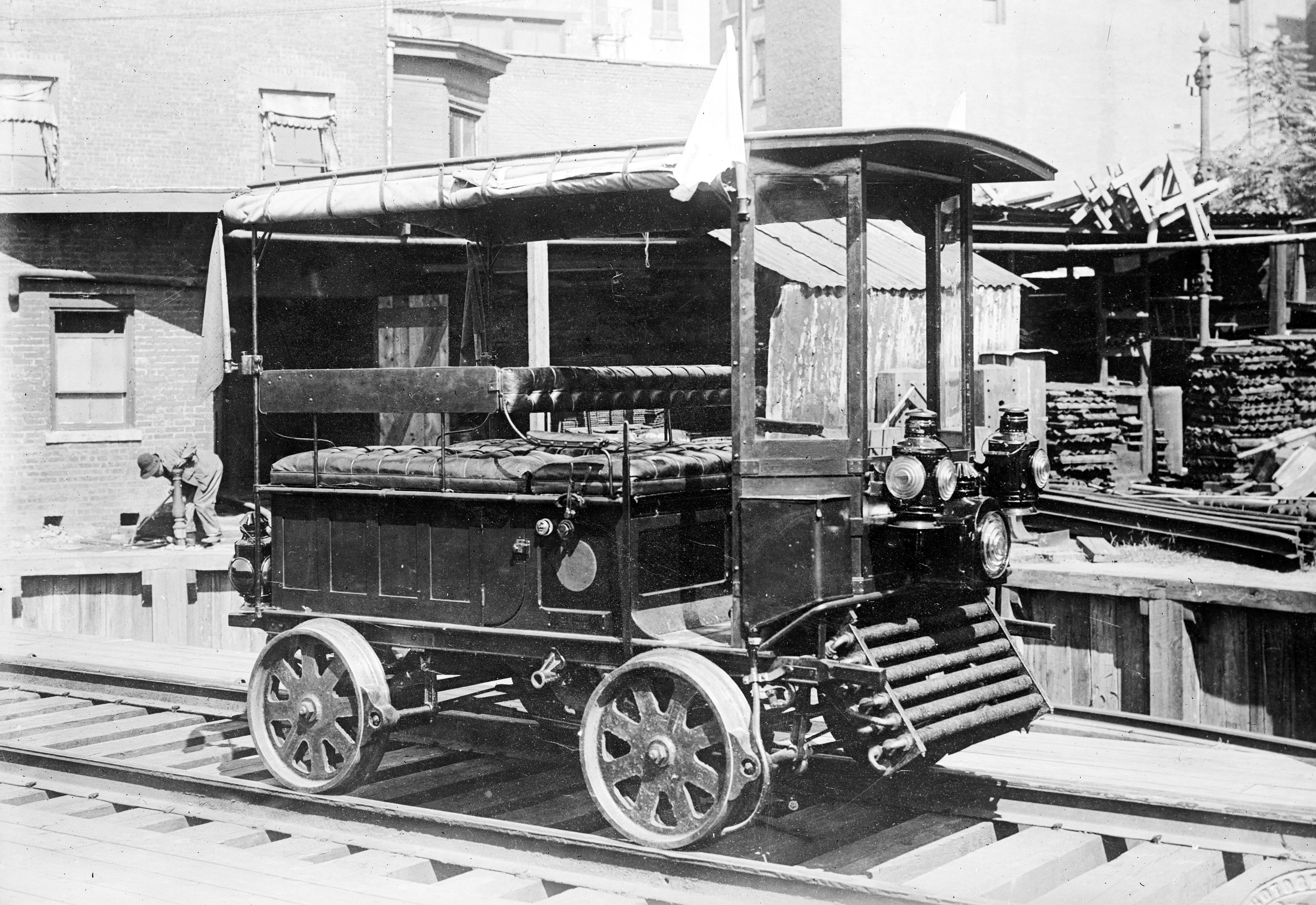
Typische Motordraisine der New York Central Railroad als „Rail Bus“ für den Personentransport, ca. 1908. Der Hersteller ist unbekannt.

### Motorenproduktion
Ab etwa 1906 beschäftigte sich Buda auch mit der Entwicklung eines Automobils. Die Aussichten wurden aber als zu unsicher angesehen und das Projekt samt Prototyp an Fairbanks, Morse and Company in Chicago verkauft, wo 1908 ein weiterer Prototyp mit Vierzylindermotor entstand. Danach wurden auch dort die Arbeiten eingestellt.
Die Serienfertigung von Motoren für Industrie, Landwirtschaft, Draisinen, Busse, Lastkraftwagen und Boote wurde erst 1910 aufgenommen. Noch 1912 wurden neben Motoren auch Fahrzeuggetriebe beworben.

### Nutzfahrzeuge mit Elektroantrieb
Eine zeitgenössische Quelle, das britische Motor, Marine and Aircraft Red Book 1913-1917, weist im Kapitel Electric Vehicles auf Buda-Nutzfahrzeuge mit Elektroantrieb hin. Aufgelistet werden drei LKW mit je 40 Cwt (2032 kg) Nutzlast und eine Zugmaschine:
- Buda Type A Warehouse truck (LKW mit Pritsche)
- Buda Type C Warehouse truck; 4 wheeler 8 Tier, low platform (Tieflader; es ist unklar, ob sich 4 wheeler auf Vierradantrieb oder Vierradlenkung bezieht; beides war bereits bekannt.)
- Buda Type CE Elevating platform (Kipper).
- Buda Type TW Tractor (Zugmaschine).

Allen gemeinsam war demnach eine Batterie Ironclad M V 5 mit 16 Zellen. Als Vertretung wurde immer noch Electromobile genannt, diese vertrat auch die US-amerikanische Commercial Truck Company, Herstellerin des C.T.-Elektro-LKW. Während C.T. in der Standardliteratur gut belegt ist, ist die Existenz von Buda-Elektrofahrzeugen nicht weiter belegbar.

### Teilnahme am Liberty-Programm
Im Ersten Weltkrieg war Buda am Liberty-LKW-Programm der US-Regierung beteiligt und lieferte Motorenbestandteile. Unter der Federführung des Quartermaster Corps der US-Army und mit „patriotischer“ Unterstützung der Automobil- und Nutzfahrzeugindustrie und insbesondere der Society of Automobile Engineers sollte in kurzer Zeit der technische Rückstand der kaum mechanisierten Armee ausgeglichen werden. Dabei griff man auf Erfahrungen zurück, die man zuvor bei den Kampagnen gegen Pancho Villa in Mexiko gesammelt hatte. Zu den wichtigsten Erkenntnissen daraus gehörte, dass ein erfolgreicher Einsatz möglichst einheitlich konstruierte Fahrzeuge erforderte, um die Logistik nicht zu überfordern. Dies war auch die Aufgabenstellung an das Liberty-Programm, an dem neben 62 Zulieferern 15 Nutzfahrzeughersteller angeschlossen waren:
- American LaFrance (Elyria NY)[6][7]
- Bethlehem (Allentown PA)[7]
- Brockway (Cortland NY)[7]
- Diamond T (Chicago IL)[7]
- Garford[7]
- Gramm-Bernstein (Lima OH)[7]
- Indiana (Marion IN)

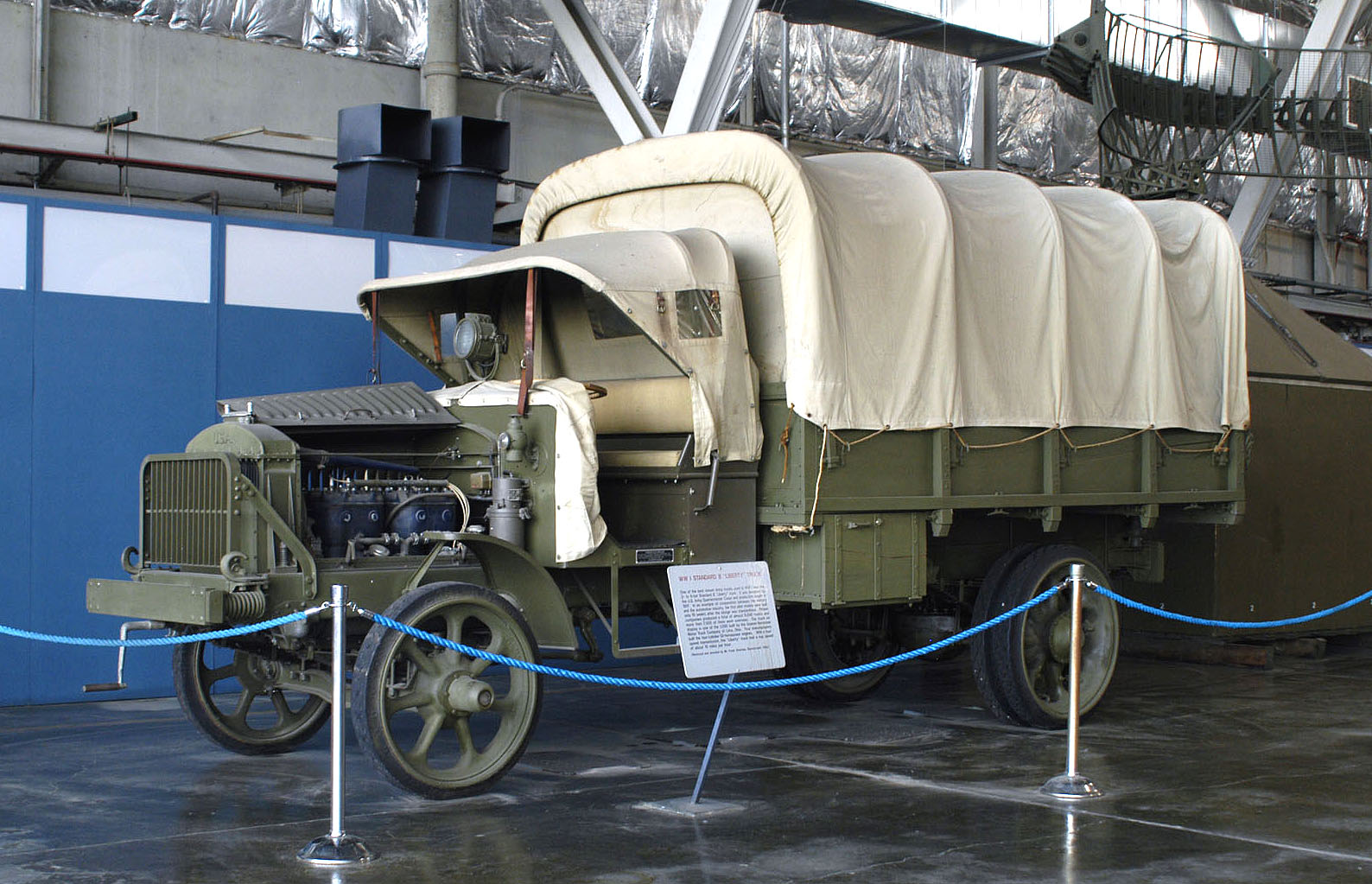
Liberty Standard B 3 ton LKW im National Museum of the United States Air Force, ca. 1918. Der Motorblock mit paarweise gegossenen Zylindern ist gut erkennbar.

- Kelly-Springfield (Springfield OH)[7]
- Packard (Detroit MI)[7]
- Pierce-Arrow (Buffalo NY)[7]
- Republic (Alma MI)[7]
- Selden (Rochester NY)[7]
- Service Trucks (Wabash IN)[7]
- Sterling Trucks (Redford Township MS)[6][7]
- U.S. Motor Truck (Cincinnati OH)[7]
- Velie (Moline IL)[6][7]
- White (Cleveland OH)[7]

Zusätzlich wird von einer Quelle die International Motor Car Company in New York genannt, die aber bereits 1910 als United States Motor Company reorganisiert wurde und 1913 als einer der ersten Automobilkonzerne in eine Insolvenz ging.
Der Entwurf für den Liberty-LKW basierte auf einem von Gramm-Bernstein konstruierten Nutzfahrzeug, das in vier Grundtypen entwickelt wurde: Class A, AA, B und C. Die beiden letzteren galten als schwere LKW mit 3 resp. 5 tn Nutzlast; Class B wurde mit über 20.000 Exemplaren die bei weitem am meisten gebaute Version. Fast alle erhielten Motoren nach einer Konstruktion von Continental. Wer diese LKW oder Komponenten dafür nachbauen wollte, durfte dies nach einem vereinfachten Lizenzverfahren tun, das aber nur für Militärfahrzeuge galt.
Motorfahrzeuge entstanden um die Jahrhundertwende überwiegend in Handarbeit; die einzelnen Komponenten und Bestandteile wurden fahrzeugspezifisch aufeinander abgestimmt. Die Austauschbarkeit von Bestandteilen war ein großer Fortschritt, für den Cadillac erst 1908 die Dewar-Trophy erhalten hatte, damals ein Innovationspreis der Automobilbranche. Das Liberty-Programm war zwar nicht das erste, mit dem ein Motorfahrzeug nach vorgegebenen Daten von mehreren Unternehmen hergestellt wurde, denn der deutsche Regel-3-Tonner wurde schon früher konzipiert. Es ging jedoch einen Schritt weiter mit der dezentralen Fertigung. Liberty war ein Erfolg und führte dazu, dass die US-Armee kurzfristig ihre massiven Defizite in der Mechanisierung abbauen konnte.
Außer Continental und Buda waren Lieferanten für Motoren- resp. Motorbestandteile:
- Hercules Engine Company (Canton OH)
- Hinkley Motor Company (Detroit MI)
- Waukesha Engines (Waukesha WI)
- Wisconsin Motor Manufacturing Company (Milwaukee WI)

Es ist davon auszugehen, dass auch einige der größeren LKW-Hersteller mit eigener Motorenfertigung Liberty-Motoren oder Komponenten davon nachgebaut haben. Außerhalb dieses Programms lieferte Buda auch die Motoren für den vierradgetriebenen und mit Vierradlenkung lieferbaren Jeffery Quad, der von 1918 bis 1923 als Nash Quad hergestellt wurde.

### Hart umkämpfter Markt
Der Krieg veränderte die Marktsituation grundlegend. Bis weit in die 1920er Jahre gab es sowohl im PKW- wie auch im Nutzfahrzeugbau eine große Zahl von Herstellern, die ihre Fahrzeuge ganz oder teilweise „konfektionierten“, womit das Zusammenstellen von auf dem Markt erhältlichen Komponenten gemeint ist. Dieser Markt wurde in den USA unter Assembled Vehicles zusammengefasst. Er bot auch einer ganzen Reihe größerer und kleinerer Motorenbauer Absatzmöglichkeiten, war aber unter diesen auch heftig umkämpft. Mit über 100 identifizierten Fahrzeugherstellern, die ganz oder teilweise auf diese Motoren zurückgriffen, war Buda der zeitweilig zweitgrößte Motorenhersteller in den USA. Andere maßgebliche Mitbewerber waren der Marktführer Continental Motors Company in Muskegon MI, die Atlas Engine Works in Indianapolis IN, die Climax Engineering Company in Clinton IO (kein Bezug zum britischen Coventry-Climax), die Hercules Engine Company in Canton OH, Herschell-Spillman in North Tonawanda NY, die LeRoi Company in Milwaukee WI, die Lycoming Company in Williamsport PA, die Rutenber Motor Company in Logansport IN, Teetor-Hartley in Hagerstown IN, Waukesha Engines in Waukesha WI, die Weidely Motors Company in Indianapolis oder die Wisconsin Motor Manufacturing Company in Milwaukee WI.
Nach Kriegsende verkauften die Streitkräfte der siegreichen Mächte große Teile ihres nun überflüssigen LKW-Bestands. Das führte sofort zu einem Markteinbruch für Neufahrzeuge, besonders in der Klasse bis 3 Tonnen Nutzlast. Die nun ausgemusterten Armeelastwagen waren gut unterhalten, wurden vor dem Verkauf instandgestellt und waren deutlich günstiger als ein neuer LKW vergleichbarer Größe. Die Nachteile – hoher Verbrauch und niedrige Geschwindigkeit – wurden in Kauf genommen resp. wirkten sich wegen des schlechten Zustands des Straßennetzes nicht stark aus. Obwohl die US-Behörden schnell entschieden, dass die in Europa eingesetzten Fahrzeuge nicht mehr zurück in die USA geholt würden (was das Problem in Europa verschärfte), war auch der US-Markt stark betroffen. Zudem endeten sofort auch die Bestellungen der Armee, von denen zahllose Unternehmen inner- und außerhalb des Fahrzeugbereichs abhingen. Es kam auch zu Auftragsstornierungen.
1925 bot Buda 16 verschiedene Motorenbaureihen an, wovon allein vom erfolgreichsten, dem auch im erwähnten Nash Quad verbauten Typ WTU, über 100.000 Einheiten jährlich produziert wurden. Der erbitterte Konkurrenzkampf unter den Nutzfahrzeugherstellern einerseits und ihren Zulieferern andererseits führte zu einer Marktbereinigung. Dutzende kleiner, häufig nur regional tätiger LKW- und Bushersteller mussten schließen. Die verbliebenen Hersteller und Konzerne entwickelten und bauten ihre Motoren zunehmend selber, sodass dieser Geschäftsbereich für unabhängige Unternehmen wie Buda erodierte. Ein ähnlicher Verdrängungskampf hatte im PKW-Bereich schon früher begonnen, als Henry Ford ab 1913 mit der konsequenten Fließfertigung seines Ford Modell T begann und gleichzeitig die Abhängigkeit von Komponentenlieferanten deutlich reduziert wurde.
Ähnlich verlief die Entwicklung auch bei den Herstellern von Farmtraktoren und Baumaschinen, einem weiteren Tätigkeitsbereich von Buda.
Um 1930 unterhielt Buda Niederlassungen in New York City und San Francisco. Eine internationale Zusammenarbeit gab es mit MAN und Lanova.

### Verkauf des Unternehmens
1953 erwarb Allis-Chalmers das Unternehmen und die Buda-Lanova-Modelle wurden als „Allis-Chalmers Dieselmotoren“ vermarktet.
Eine Buda Engine Company in Shreveport (Louisiana) produzierte oder lieferte bis 2015 Ersatzteile für Buda-Motoren, scheint derzeit aber inaktiv zu sein.

## Buda im Ausland

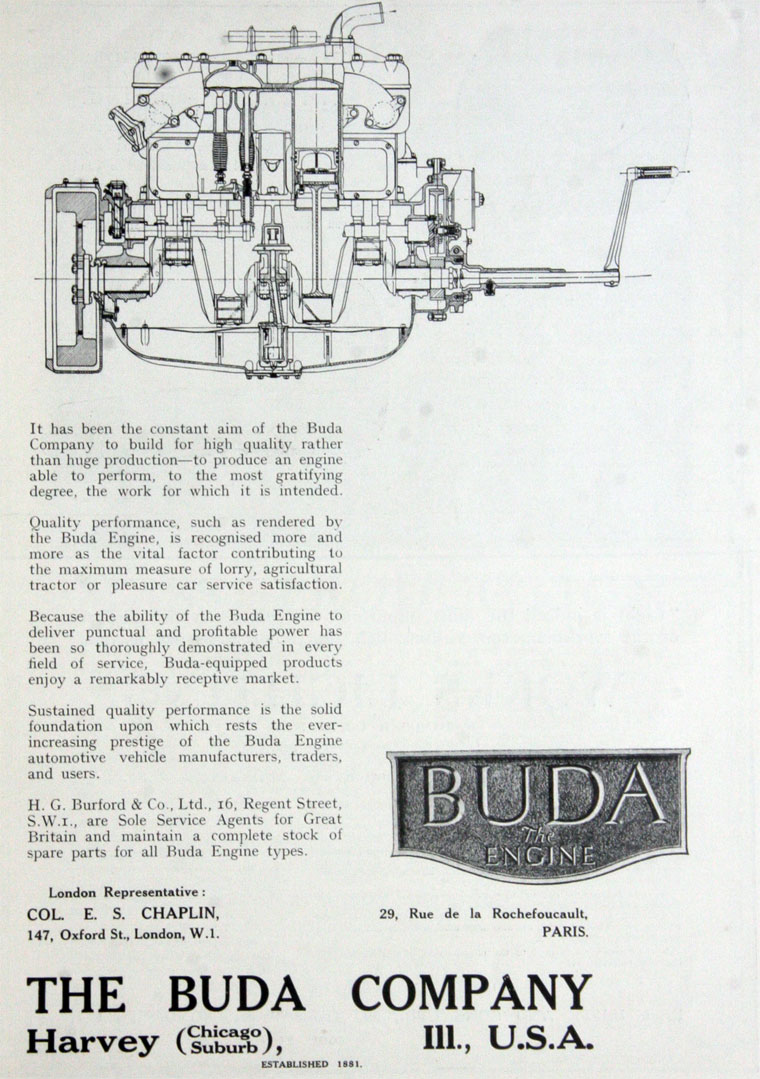
Britische Anzeige für Buda Motoren mit den Adressen der britischen und französischen Vertretung (1920).

### Auslandsvertretungen
Nachdem in den frühen Jahren des Bestehens von Buda die Hersteller der Electromobile-Fahrzeuge in Leeds deren Vertretung für Großbritannien innehatten, übernahm dies für kurze Zeit der LKW-Hersteller H. G. Burford & Co. Ltd. in North Kensington. Die vorhandene Literatur deutet darauf hin, dass dies nach 1917 gewesen sein muss. Dieses Unternehmen unterhielt außerdem eine Tochtergesellschaft in Kanada und den LKW-Hersteller H. G. Burford & Company in den USA; das Mutterhaus wurde um 1925 geschlossen. Eine Anzeige aus dieser Zeit nennt auch eine Buda-Niederlassung an der Rue de la Rochefoucault 29  in Paris.
Die britischen H. G. Burford & Co. Ltd., Nutzfahrzeugherstellerin und Muttergesellschaft der kurzlebigen US-amerikanischen H. G. Burford & Company in Fremont (Ohio), war ein Buda-Konzessionär für das Vereinigte Königreich.

### Buda Company (England)
Ein Bericht im Fachblatt The Commercial Motor vom 28. April 1925 weist die Buda Company of England an der Evershot Road 75, Stroud Green in London N.4. als Niederlassung aus. In der Ausgabe vom 23. Februar 1926 folgte ein ausführlicher Bericht. Demnach wurde sie um 1924 eingerichtet. 1925 waren in Großbritannien fünf der 16 Buda-Motoren lieferbar; 300 Exemplare wurden verkauft. Um 1930 findet sich ein Sitz in Wembley, Middlesex.

## Nutzfahrzeughersteller mit Buda-Motoren
Buda-Motoren wurden in den 1910er Jahren bis ca. 1945 von zahlreichen Automobil- und LKW-Herstellern verbaut. Genannt werden 110 verschiedene Nutzfahrzeugproduzenten, die ganz oder teilweise auf Buda-Motoren setzten. Die Liste enthält auch die Hersteller (über-)schwerer Baustellentransporter und Spezialfahrzeuge. Taxi-Hersteller werden unter PKW gelistet.
| - Ace (Newark OH 1918–1926) - Acorn (Chicago IL 1923–1931) - Air-O-Flex (Detroit MI 1918–1920) - Armleder (Cincinnati OH 1909–1936) - Atco (Kankakee IL 1920–1921) - Atlas (York PA 1919–1923) - Auto-Truck (Bangor PA 1916) - Barber (New York City 1917–1918) - Beck-Hawkeye (Sioux City IA 1911–1921) - Bell (Ottumwa IA 1919–1923) - Betz (Hammond IN 1919–1929) - Belmont (Lewistown PA und Harrisburg PA 1919–1924) - Brown (St Cloud & Duluth MN 1922–1924) - Burford (UK, North Kensington 1914–1938) - Burford (USA, Fremont OH 1915–1917) - Caledon (UK, Glasgow 1915–1927) - Chase (Syracuse NY 1907–1919) - Clydesdale (Clyde OH 1917–1938) - Coleman (Littleton CO seit 1925) - Columbia (Pontiac MI 1916–1925) - Commerce (Detroit MI, Ypsilanti MI und Lima OH 1911–1932) - Concord (Concord NH 1917–1933) - Condor (Chicago IL 1932–1940) Buda-Lanova - Dart (Anderson IN, Waterloo IO, Kansas City MO; 1903–1988) - Day-Elder (Irvington NJ 1919–1937) | - Dearborn (Chicago 1919–1924) - Delahunty (Pitton PA 1913–1915) - Dependable (Galesburg IL 1918–1923) - Double Drive (Chicago IL und Benton Harbor MI 1919–1930) - Douglas (Omaha NE 1917–1935) - Duplex (Charlotte MI und Lansing MI 1909–1975) - Eagle (St. Louis MO 1920–1928) - Eugol (Kenosha WI 1921–1923) - Euclid (Cleveland OH; seit 1924) - Freeman (Detroit MI 1928–1934) - Fremont-Mais (Fremont OH 1914–1915) - Fulton (Farmingdale NY 1916–1925) - Garford (Elyria IL 1912–1933) - Gary (Gary IN 1916–1927) - Gersix (Seattle WA 1916–1922) - Gilford (UK, Wycombe 1925–1935) - Gotfredson (Detroit Michigan & Walkerville Ontario 1923–1948) - Guilder (Poughkeepsie NY 1924–1936) - Harvey (Harvey IL 1911–1932) - Hawkeye (Sioux City IA 1915–1933) - Huffman (Elkhart IN 1919–1927) - Hug (Highland IL 1921–1942) - Hurlburt (New York City 1912–1927) - International Harvester (Chicago IL 1902–1985) | - Jeffery (Kenosha WI 1897–1917) - Jumbo (Saginaw MI 1918–1924) - Kalamazoo (Kalamazoo MI 1913–1924) - Karavan (Portland OR 1919 oder 1920–1921) - Kenworth (Seattle WA; seit 1923) - Kleiber (San Francisco 1914–1937) - Lambert (Anderson IN 1905–1918) - Lehigh (Allentown PA 1925–1927) - Lenox (Jamaica Plains, Hyde Park, Lawrence, Boston MA 1911–1918) - Lumb (Aurora IL 1918) - Maccar (Allentown PA 1912–1935) - MacDonald (San Francisco CA 1920–ca. 1952) - Mack (Allentown PA, Greenboro NC; seit 1900) - Mackbilt (New York City NY 1917) - MS&MC (Minneapolis MN): vgl. Twin-City - Nash (Kenosha WI 1917–1954) - Olympic (Tacoma WA 1923–1928) - Palmer-Moore (Syracuse NY 1912–1918) - Pan American (Decatur IL 1917–1923) - Parker (Milwaukee MN 1918–1933) - Patriot (Lincoln NE und Havelock NE 1918–1926) - Rehberger (Newark NJ 1925–1938) - Relay (Wabash IN und Lima OH 1911–1932) - Reliance (Appleton WI 1917–1927) | - Rennoc-Leslie (Philadelphia PA 1918–1919) - Reo (Lansing MI, 1903–1975) - Rex (Chicago IL 1921–1923) - Rogers Una-Drive (Sunnyvale CA 1919–1928) - Rumely (LaPorte IN 1853–1931) - Sandow (Chicago Heights IL 1915–1928) - Schwartz (Reading PA 1918–1923) - Service (Wabash IN 1911–1932) - Sisu (Finland 1938–1941) - Stewart (Buffalo NY 1912–1941) - Thomas (New York City 1916–1917) - Three Point (Watertown NY 1919–1924) - Tiffin (Tiffin OH 1913–1923) - Titan (Milwaukee MN 1917–1932) - Trabold (Johnstown PA 1911–1960er) - Transport (Mt. Pleasant MI 1919–1925) - Traylor (Allentown PA 1920–1928) - Twin-City (Minneapolis MN 1902–1938) - U.S. (Cincinnati OH 1909–1930) - Valley, Valley Dispatch vgl. Huffman - Versare (Albany NY und Cincinnati OH 1925–1931) - Veteran (Kanada 1920) - Walker-Johnson (East Woburn und Boston MA 1919–1924) - Watson (Canastota NY 1917–1925) |

### Chase

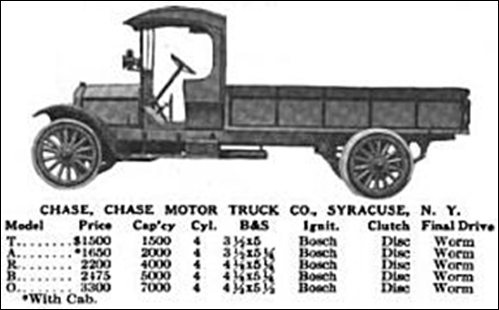
Anzeige für Chase-LKW (1918).

Die Chase Motor Truck Company in Syracuse (New York) NY war ein typischer Buda-Kunde. Das Unternehmen war 1906 gegründet worden und stellte zunächst nur Highwheeler mit Motoren eigener Konstruktion her. Neben Personenwagen gab es auch Highwheeler-LKW mit bis zu 3 sh.tn Zuladung. Ab 1912 wurden diese Fahrzeuge, die Ähnlichkeiten mit jenen von International Harvester hatten, ausschließlich als Lieferwagen und LKW hergestellt. 1914 endete diese Produktion ganz. Es folgten konventionelle LKW mit Nutzlasten von 1, 2 und 3 sh.tn (ca. 900, 1815 resp. 2720 kg) und anfangs Continental-Vierzylindermotoren. Die Produktpalette um diese modernen Konstruktionen mit Kardanantrieb wurde ab 1917 erweitert durch Dreiviertel- und 3½-Tonner (Nutzlast 680–3175 kg), für die Waukesha- und Buda-Motoren belegt sind. Letztere waren Vierzylinder mit 4,6 resp. 4,8 Liter Hubraum für die Modelle B und O.
Auch die US-Armee bezog eine unbekannte Anzahl solcher Lastkraftwagen. Die Produktion endete 1918, das Unternehmen baute noch bis 1921 in einem Zweigwerk in Kanada einen Traktor.
Model B, 5.000 lb (2.267,962 kg) Nutzlast 4⅛ × 5¼; Buda 280,6 in³ 4599 cm³; $2475
Model O, 7.000 lb (3.175,147 kg) Nutzlast 4⅛ × 5½; Buda 294,0 in³ 4818 cm³; $3300

### Dart

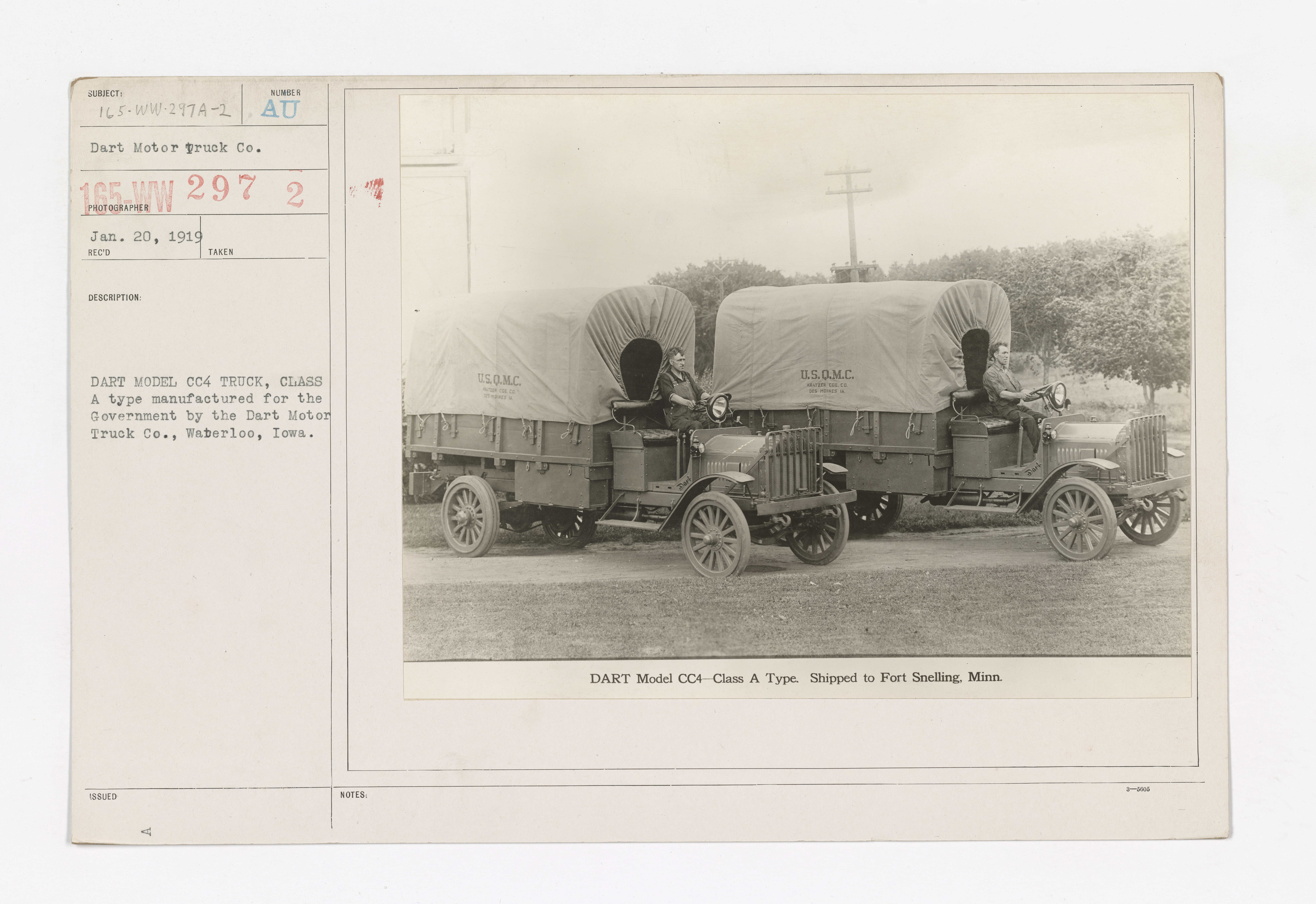
Dart Type CC4, Lieferung für „U.S.Q.M.C.“ (United States Army Quartermaster Corps)

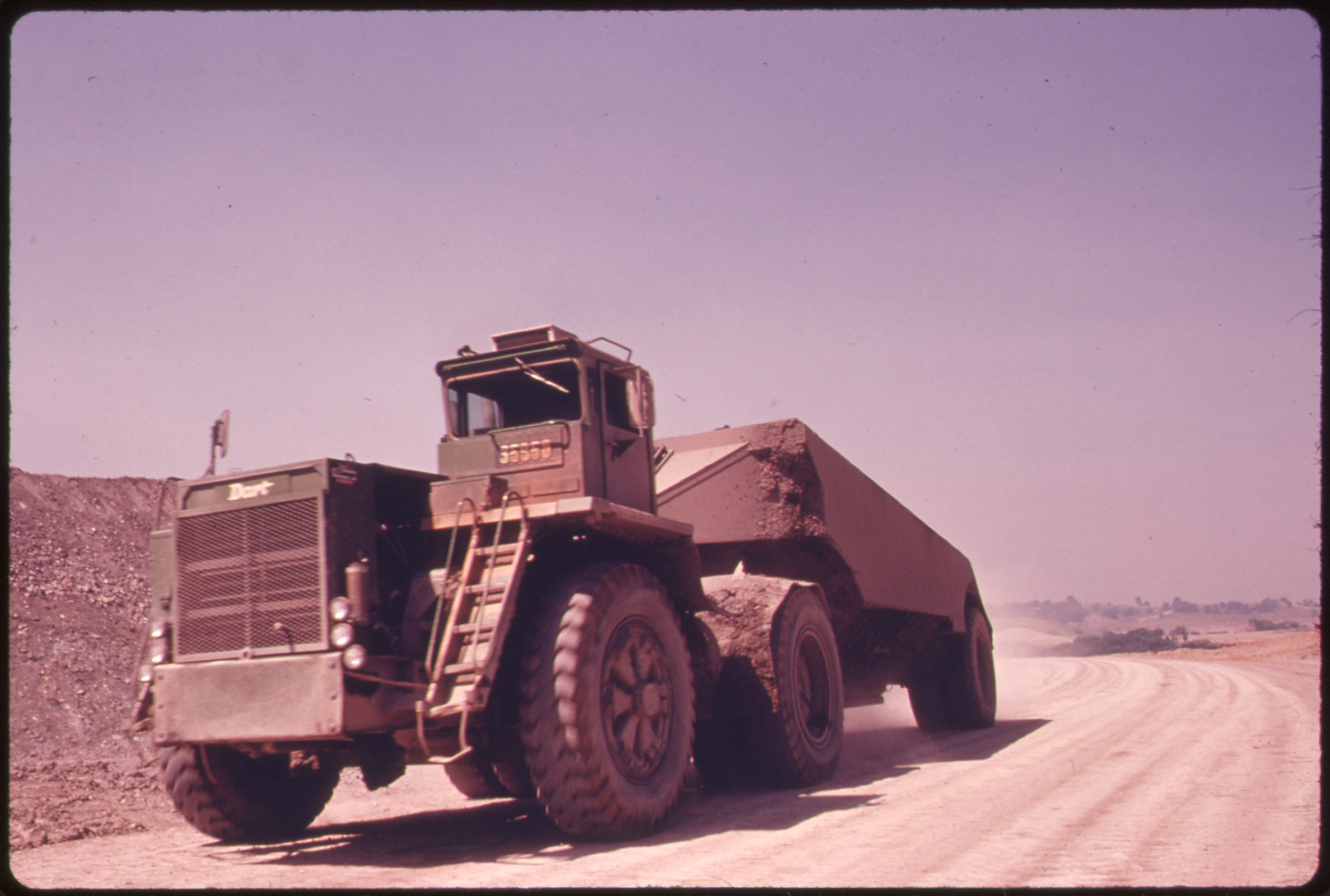
Dart Mining Truck

Das in den 1890er Jahren in Anderson (Indiana) gegründete Unternehmen begann 1903 mit der Motorenherstellung und wurde 1907 von der William Galloway Company übernommen und zu deren Sitz in Waterloo (Iowa) geholt, wo eine Nutzfahrzeugproduktion aufgenommen wurde. Mehrere Modelle aus der Zeit vor und nach dem Ersten Weltkrieg verwendeten Buda-Motoren, darunter der Eintonner Model E. Die bekannten Daten (22,5 HP, B × H: 3¾ × 5 ⅛ Zoll) deuten darauf hin, dass der Buda WU oder WTU mit 226,4 in³ (3710 cm³) für diesen leichten LKW mit 1 tn. Nutzlast verwendet wurde. Die Leistung wurde mit 29 bhp bei 1200/min angegeben; die Höchstleistung lag nach anderen Angaben bei 48 bhp bei 2200/min. Das technisch ähnliche Model L hatte eine Nutzlast von 3½ tn, ein Rating von 32,5 HP (B × H: 4½ × 6 Zoll ergebend einen Hubraum von 381.7 in³ oder 5255 cm³) und eine Leistung von 52,5 bhp bei 1200/min.
Zwischen diesen beiden Typen wurde für das Militär der Model CC-4 hergestellt. Er entsprach in den Spezifikationen der Liberty Standard A Klasse mit 2 tn. Nutzlast und Einzelrädern hinten. Dart war aber nicht am Liberty-Programm angeschlossen. Beim vermerkten Buda-Motor mit B × H: 4¼ × 5½ Zoll (312,2 in³ oder 5116 cm³ handelte es sich mit einiger Wahrscheinlichkeit um den Buda HU oder HTU und nicht um den – möglicherweise auch bei Buda nachgebauten) Continental-Motor der A-Klasse. Vermerkt sind ein Rating von 28,9 HP und eine Leistung von 40 bhp. Die Produktion belief sich auf 325 Exemplare.

### Rambler, Jeffery und Nash

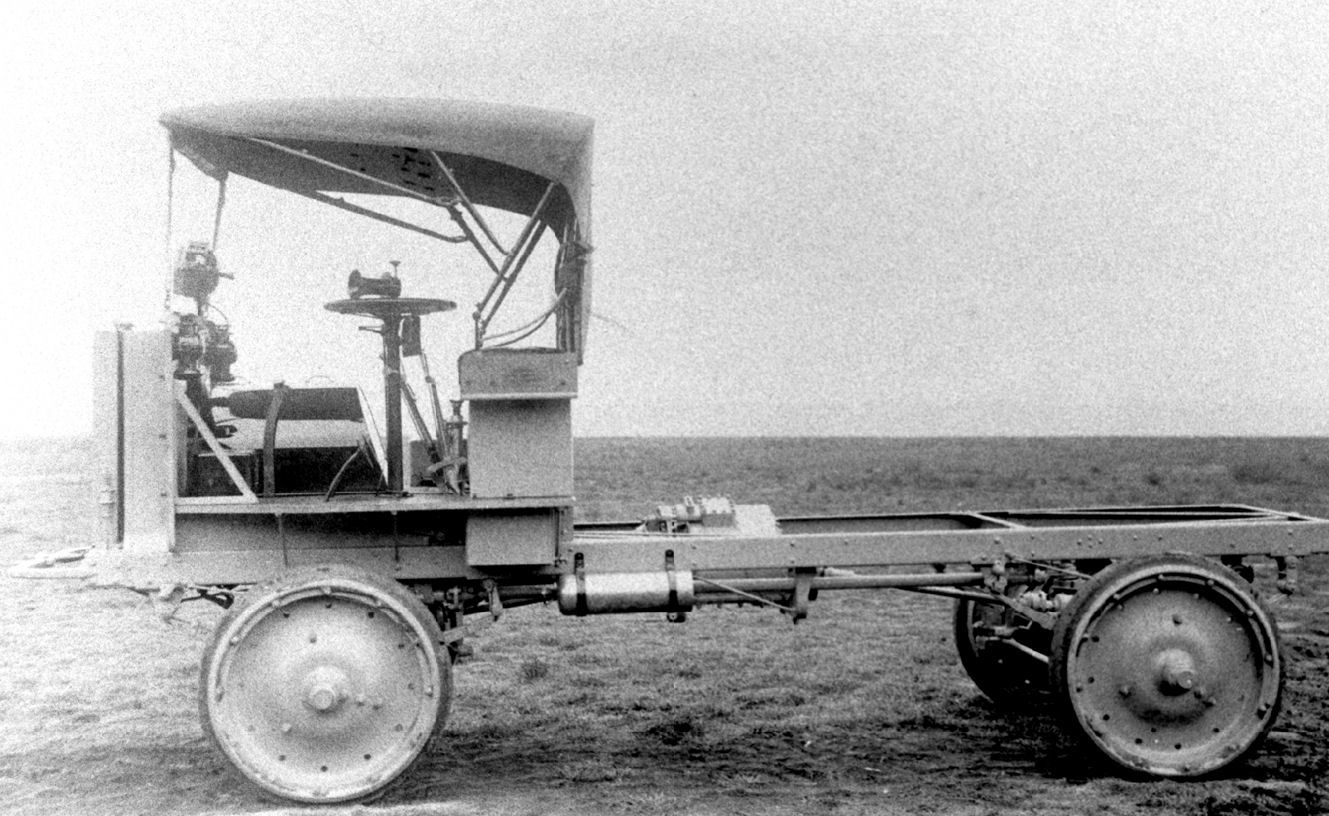
Jeffery Quad 1½ tn LKW mit Allradantrieb, Vierradlenkung und Buda-Vierzylindermotor

Die Thomas B. Jeffery Company in Kenosha (Wisconsin) hatte ab 1901 die Fahrzeugproduktion aufgenommen. Der Erfolg des Unternehmens veränderte die Stadt Kenosha massiv. Der Anteil an der Nutzfahrzeugproduktion stieg stetig an. Zunächst hatten alle Nutzfahrzeuge und einige Personenwagen Buda-Motoren.
Eines der wichtigsten Produkte war der Jeffery Quad. Er wurde 1913 auf Anregung des US-Militärs entwickelt. Ausgehend von einem Jeffery-2-Tonnen-LKW, hatte das Fahrzeug einen primitiven, offenen Führerstand, einen frei stehenden Kühler und war dank einem einfachen aber robusten Allradantrieb und der Vierradlenkung das erste erfolgreiche 4×4 Nutzfahrzeug. Der Quad hatte vorn und hinten je eine Achse zum Tragen des Gewichts und eine Portalachse für den Antrieb. Die Lenkung funktionierte ähnlich dem modernen Torsen-Prinzip. Von Anfang an war ein seitengesteuerter Buda-Vierzylinder Typ HU vorgesehen, der aus 312 in³ (5113 cm³) 36 bhp (26,8 kW) leistete; veranlagt war der Motor auf 28,9 Steuer-PS nach N.A.C.C.
Die Nachfrage war zeitweilig so groß, dass das Quad in Lizenz auch bei Hudson, National und Paige hergestellt wurde; 1917 produzierte die Nachfolgefirma von Jeffery, Nash Motors, praktisch ausschließlich Quads. Das in drei Versionen (davon zwei mit Allradlenkung) angebotene Fahrzeug wurde überwiegend militärisch genutzt und von der United States Army, dem United States Marine Corps und den Armeen von Russland, Frankreich und Großbritannien verwendet. Meist wurde es als Transporter, Zugfahrzeug oder Feldambulanz eingesetzt. Zur besseren Nutzung der Geländeeigenschaften ging die französische Armee sogar dazu über, Geschütze aufzuladen, anstatt sie zu ziehen.

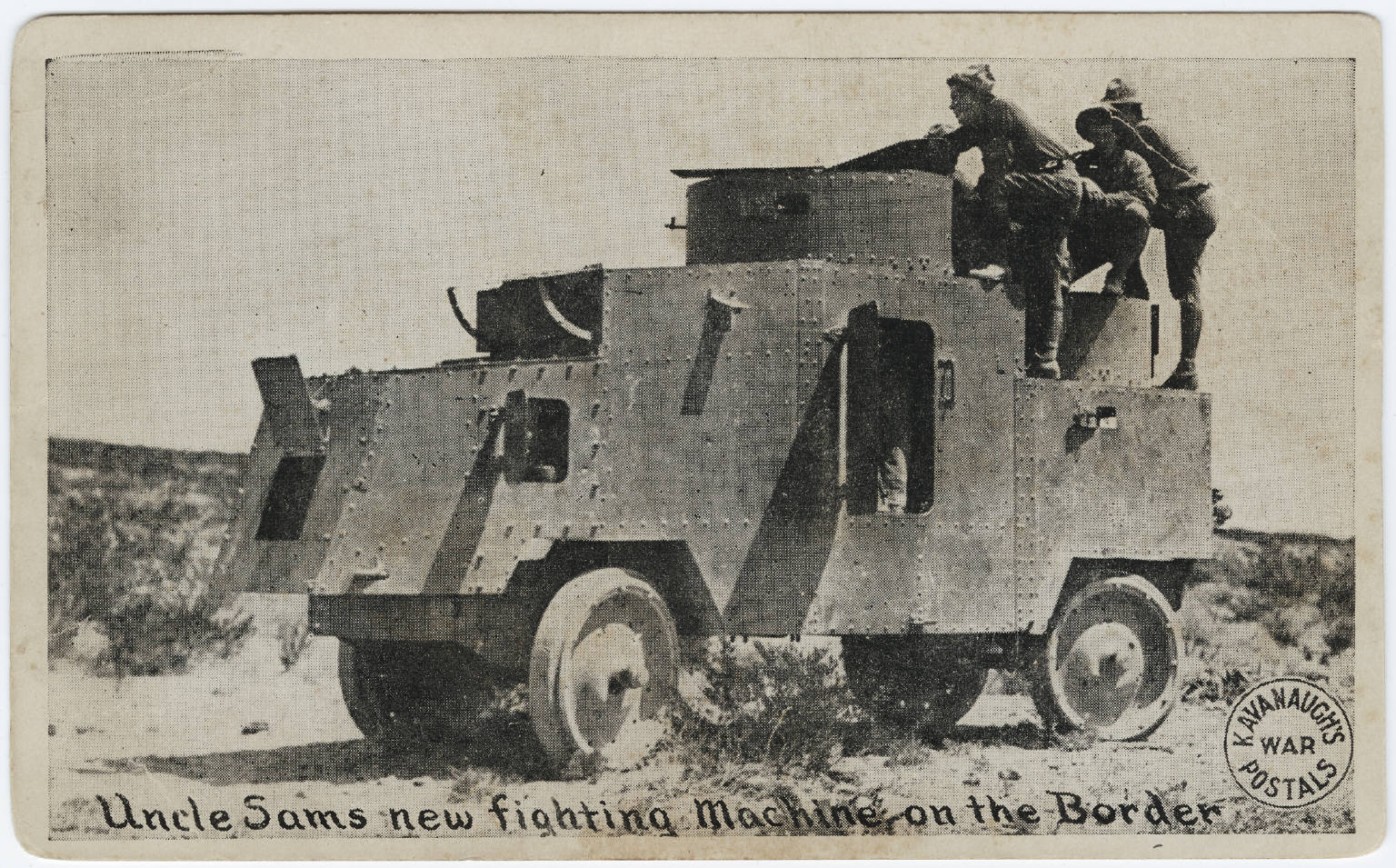
Jeffery Armored car No.1, Mexikanische Expedition, 1916

Eine kleine Zahl Quads wurde ab 1915 als Armored car gebaut. Das Gewicht des Panzerwagens hob aber die Vorteile des Allradantriebs praktisch wieder auf, zudem kam es zu im Motor zu Problemen mit den Kurbelwellenlagern.
Zivile Nutzungen fanden sich in Land- und Forstwirtschaft, im Kommunaldienst und im Bauwesen. Bekannt ist eine Version als Kipper mit manuellem Kippmechanismus.
Für 1917 ist ein Vierzylinder mit 226,4 in³ (3710 cm³) belegt für den Transporter Jeffery All Purpose Truck mit 1½ tn Nutzlast.

### Cretors
Einen besonderen Auftrag führte Buda 1915 für C. Cretors & Company in Chicago aus. Charles Cretors (1852–1934) hatte 1885 die Popcornmaschine erfunden und zu deren Herstellung ein Unternehmen aufgebaut, das bis heute besteht. Es war einer der führenden Hersteller von solchen Geräten mit Dampferhitzung in den USA und hatte beschlossen, nicht nur seine LKW den besonderen Bedürfnissen entsprechend zu ordern, sondern sie gleich selber zu bauen. Cretors bestellte Komponenten für neun Lastwagen und konfektionierte sie in der gleichen Weise, wie dies auch die zahlreichen Hersteller von Assembled Trucks taten. Verwendet wurden seitengesteuerte Buda-Vierzylinder-Industriemotoren Modell QU mit 243 in³ (3982 cm³) und 22,5 PS Leistung (Rating nach N.A.C.C.), Zenith L5 Vergaser, Dreiganggetriebe, Einzelkette zur Hinterachse und einer Aufhängung mit rundum halbelliptischen Blattfedern. Der Radstand betrug 132 Zoll (3353 mm).
Die Fahrzeuge erhielten Dampferhitzer, Popcornmaschinen, Gasbrenner und Erdnussröstanlagen und dienten als mobile Marktstände. Sie wurden von Cretors dementsprechend auch an Marktfahrer verkauft. Drei sollen erhalten geblieben sein (RM); einer war Bestandteil des National Automobile Museum in Reno (Nevada) (vormals Harrah Collection), wo er eine aufwendige Restaurierung erhielt. Dieses Fahrzeug mit der Fahrgestellnummer 9112 wurde am 3. September 1915 an  H.S. Herreck in Bakersfield (Kalifornien) ausgeliefert. Es kostete die sehr hohe Summe von US$ 4165.00 FOB Chicago. In der Sammlung Harrah erhielt es 1964 eine tiefgreifende, fachkundige Restaurierung. 2013 wurde es von Gooding & Co. versteigert und erzielte US$ 374.000 bei einem Schätzpreis von US$ 200.000–275.000. Anlässlich einer weiteren Auktion 2015 im Rahmen des renommierten Pebble Beach Concours d’Elegance wurden US$ 231.000 geboten. Ob ein Zuschlag erfolgte oder nicht, wird in den Quellen widersprüchlich gesehen.

### Pan American
Die Pan American Motors Corporation in Decatur (Illinois) war ein Automobilhersteller, der nur von 1917 bis 1923 bestand. Noch kurzlebiger war die Nutzfahrzeugherstellung, die bereits 1919 eingestellt wurde. Nur für das einzige LKW-Modell wurde ein Buda-Motor verwendet. Das Fahrzeug war, wie die Pan American-Automobile, ein Assembled vehicle, zusammengestellt aus zugekauften Komponenten. Der Modellname wechselte jährlich: Model 17 für 1917, Model 18 für 1918 usw. Es gab den LKW ausschließlich als 2½-Tonner und zumindest 1918 in zwei Längen mit wahlweise 150 oder 160 Zoll (3810 resp. 4064 mm) Radstand. Verwendet wurde ein Buda-Vierzylinder mit 4½ Zoll Bohrung und 5½ Zoll Hub, ergebend 349,9 in³ oder 5734 cm³.

### Versare

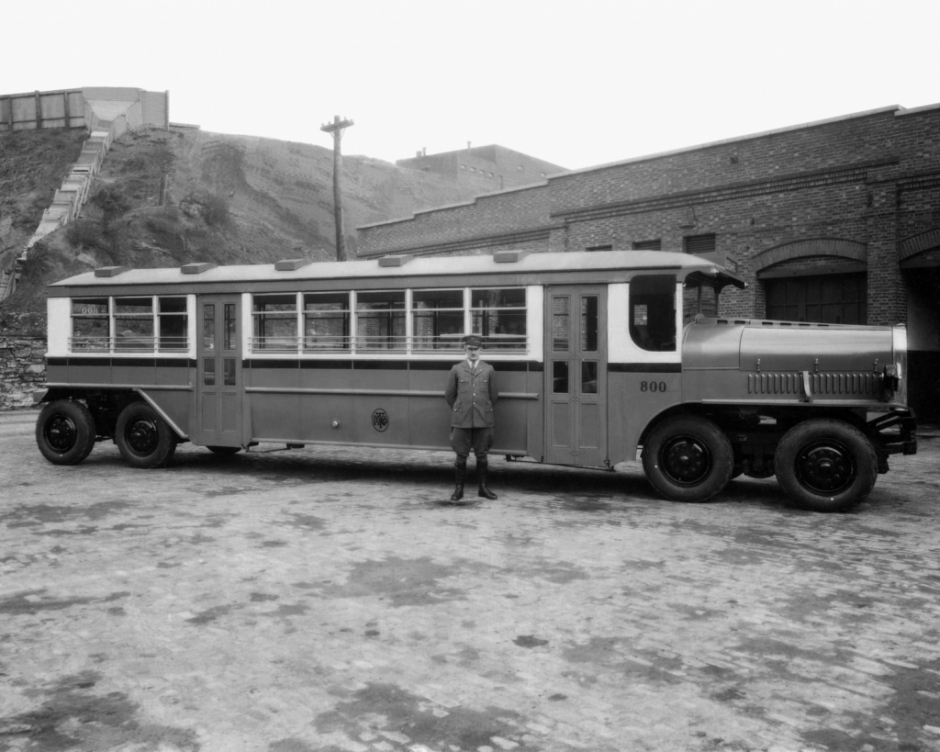
Versare Achtrad-Hybridbus der Montreal Tramways Company, Nr. 800, genannt „Atwater Street Monster“ (Aufnahme um 1930)

Versare in Albany (New York) stellte 1925 einen Bus mit vier paarweise angeordneten Achsen vor. Jedes Paar hatte einen eigenen Fahrschemel und jeweils eine Achse pro Schemel war angetrieben. Der Bus fuhr benzinelektrisch. Den Strom für die Elektromotoren lieferte ein Buda-Vierzylinder unter der konventionellen Motorhaube. Angedacht war, mit diesem Fahrzeug eine Alternative zu schienengebundenen Straßenbahnen und Triebwagen zu bieten. Es entstand eine kleine Serie von mindestens 5 Exemplaren (inklusive des Prototyps). Versare wurde vom Waggonhersteller Cincinnati Car Company übernommen und perfektionierte das Fahrzeug.

### Veteran
Der Veteran-LKW war das Projekt eines Exsoldaten der kanadischen Armee. Der 1920 vorgestellte Lastwagen war ein konventioneller Assembled Truck mit einer Nutzlast von 3½ Tonnen, Buda-Vierzylindermotor, Cotta-Getriebe, über dem Differential angesetztem Worm Drive-Antrieb und einer komplett geschlossenen Ganzstahlkabine. Nur wenige dieser LKW wurden hergestellt, einige für die kanadische Post. Eine Besonderheit war, dass möglichst Kriegsveteranen eingestellt wurden, daher der Markenname.

## Personenwagen- und Taxihersteller mit Buda-Motoren

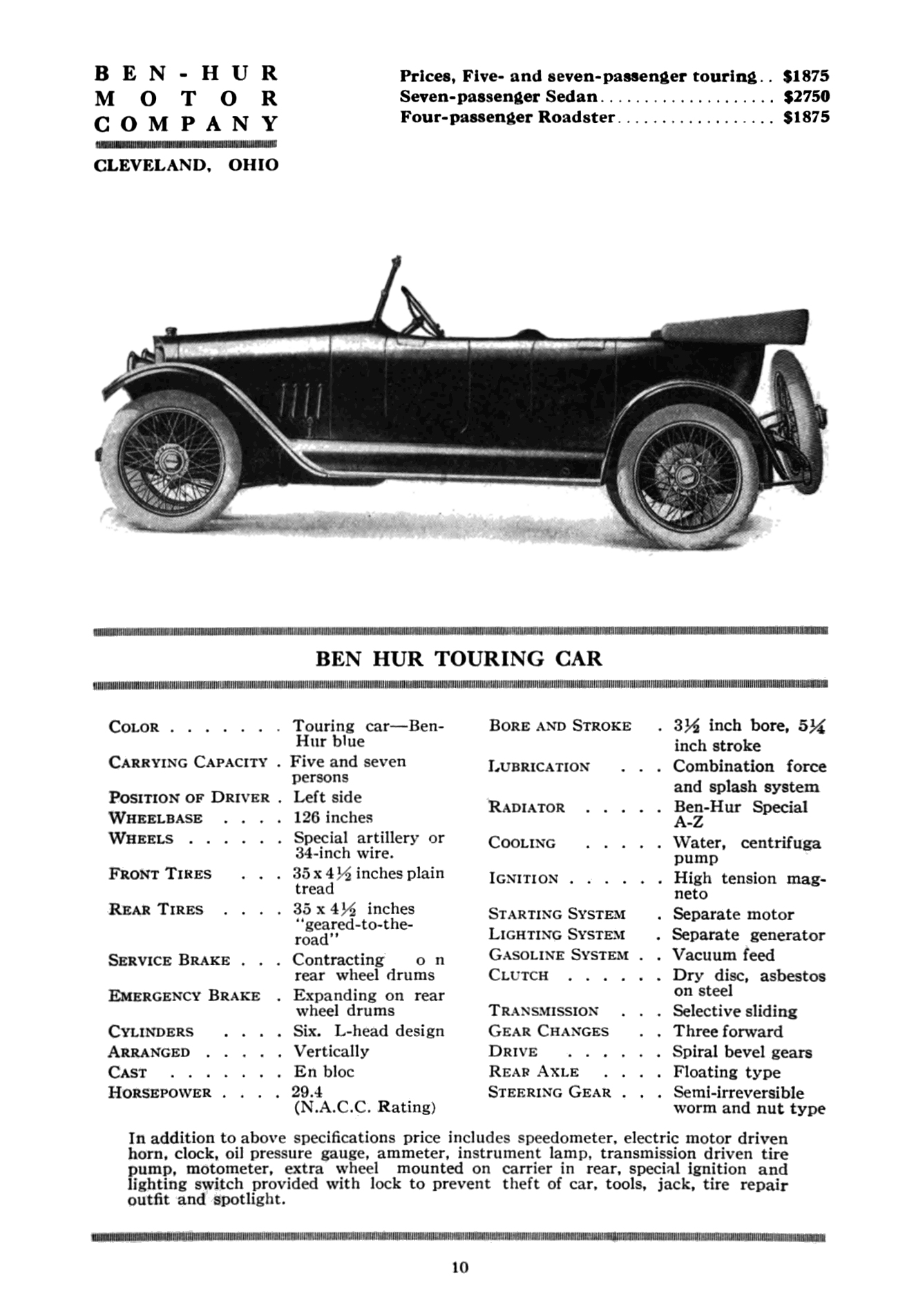
Ben Hur Six 7-Passenger Touring (McClure’s Automobile Year Book, 1917–1918).

Buda war auf den Bau von Motoren für Nutzfahrzeuge ausgerichtet. Nur wenige Personwagenhersteller setzten auf die robusten aber unspektakulären Produkte dieses Herstellers. Allerdings gelang es auch hier, eine Nische zu finden, die in den 1920er Jahren recht prominent bedient wurde. Einige große Anbieter von Taxifahrzeugen hatten sich auf Buda-Motoren festgelegt, darunter Luxor und Pennant. Nach einem Besitzerwechsel 1920 kam die Commonwealth Motors Corporation mit dem Commonwealth Mogul hinzu. Für Buda erwies sich dies als Glücksfall, denn die daraus entstandene Checker Cab Manufacturing Company wurde zu einem der Marktführer und sorgte für den Absatz von tausenden ihrer Motoren, während der Mitbewerber Yellow Cab Manufacturing ebenso konsequent auf Continental setzte.
Von 106 identifizierten Buda-Kunden (je nach Berechnungsmethode können es noch einige mehr sein) stellten nur zehn Personenwagen her. Die bedeutendsten Marken waren Apperson und Lambert, die exklusivsten Argonne, Biddle und Owen Magnetic. Einige Kunden erwiesen sich als sehr kurzlebig, so der Sechszylinderwagen der Ben-Hur Motor Company aus Willoughby (Ohio), einem Vorort von Cleveland, dessen seriöse Konstruktion ein besseres Schicksal verdient hätte.
Die folgende Liste enthält PKW-Marken, die nachweislich Modelle mit Buda-Motoren verwendet haben. Den fett hervorgehobenen Marken können einzelne Modelle oder Baureihen samt technischen Daten zugeordnet werden.
- Apperson (Kokomo IN 1902–1926)[130][Anm. 94]
- Argonne (Jersey City NJ 1919–1920)[131][132][Anm. 95]
- Bauer (Chicago IL, 1925–1927)[133][Anm. 96]
- Ben Hur (USA, Willoughby OH 1916–1917)[128][134][135][Anm. 97]
- Biddle (Philadelphia PA 1915–1922)[114][Anm. 98]
- Car Without a Name (Chicago IL, 1909), vgl. FAL
- Checker (Kalamazoo MI 1922–2009)[136][Anm. 99]
- FAL (Chicago IL, 1910–1914)[137][Anm. 100]
- Garford (Elyria IL 1912–1933)[53][Anm. 101]
- Gary (Gary IN 1916–1927)[55][Anm. 102]
- Hassler (Indianapolis IN 1917)[138][139][Anm. 103]
- Jeffery (Kenosha WI 1897–1917)[66][140][140][Anm. 104]
- Lambert (Anderson IN 1905–1918)[1][73][141][Anm. 105]
- Lenox (Jamaica Plains, Hyde Park, Lawrence, Boston MA 1911–1918)[75][76][Anm. 106]
- Luxor (Hagerstown MA, Framington MS 1924–1927)[142][Anm. 107]
- McKay (Kanada, Kentwille und Amherst, N.S. 1911–1914)[143][Anm. 108]
- Owen Magnetic (USA, New York City NY, Cleveland OH, Wilkes-Barre WI); 1914-1922.[144][145][Anm. 109]
- Pennant (Kalamazoo MI, 1923–1924)[146][Anm. 110]
- Pneumobile (Kalamazoo MI, 1914–1915)[147][148][Anm. 111]
- Pratt[149][Anm. 112]
- Puritan (Framington MS 1917)[150][Anm. 113]
- Rock Falls (USA, Sterling IL 1878–1925)[151][Anm. 114]
- Traveler (USA, New York City NY 1924–1925)[152][153][Anm. 115]
- Tribune (USA, Detroit MI 1913–1914)[154]
- Vulcan (USA, Painesville OH 1913–1915)[155][156][157][Anm. 116]

### Apperson
Für die Apperson Brothers Automobile Company sind Buda-Vierzylindermotoren mit 318,1 in³ (5,2 Liter) ab 1910 belegt, ebenso Apperson Six der Baureihen 6-45 (1914–1915), 6-55 (1914), 6-48 (1915), 6-16 (1916). Die größeren Motoren dieses Herstellers waren V8 eigener Konstruktion, die 1925 durch Lycoming ersetzt wurden.

### Argonne und Biddle
Der Rochester-Duesenberg Vierzylindermotor wurde zwar weder bei Buda entwickelt noch gebaut, er hatte aber eine indirekte Auswirkung auf das Unternehmen. Es handelt sich dabei um die Straßenversion des großvolumigen Rennmotors Type G der Duesenberg Motors Corporation Elizabeth (New Jersey). Fred Duesenberg hatte ihn vor dem Ersten Weltkrieg entwickelt und in Rennen mit einigem Erfolg eingesetzt. Das Unternehmen bestand in dieser Form nur etwa zwei Jahre (1916–1918) und stellte Flugzeug- und Nutzfahrzeugmotoren für militärische Anwendungen her. Nach Kriegsende wurden die meisten Bestellungen storniert und es bestand keine Aussicht, das riesige Werk auszulasten. Es wurde an Willys-Overland verkauft. Nach Einführung einer neuen Rennformel konnte auch der technisch interessante Motor Type G nicht weiter verwendet werden. Die Rechteinhaber verkauften die Konstruktion samt den Formwerkzeugen an die Rochester Motors Company, Inc. in Rochester (New York). Diese baute die für die Straße nur leicht modifizierten Rennmotoren als Rochester-Duesenberg G mit 5,0 und G-1 mit 5,4 Liter Hubraum und 71 resp. 81 bhp Leistung (der Rennmotor leistete 103 bhp). Kunden dafür waren kleinere Hersteller von sportlichen Luxuswagen, welche allesamt aus Komponenten aufgebaut waren, die auf dem freien Markt erhältlich waren (Assembled vehicles). Diese Motoren waren aber so teuer, dass die meisten der identifizierten Hersteller auch einen weniger extravaganten Motor im gleichen Fahrgestell ins Programm aufnahmen. Der Aufpreis für einen Rochester-Duesenberg G1 betrug bis zu US$ 500.- oder den Gegenwert eines Ford Modell T.
Die Argonne in Jersey City (New Jersey) war von Otto R. Bieler gegründet worden, der zuvor in Philadelphia (Pennsylvania) den Biddle konstruiert hatte. Beide Fahrzeuge waren technisch ähnlich und verwendeten in der Basisversion den Buda-Vierzylindermotor WTU mit 48 bhp (36 kW) bei 2200/min aus 226,4 in³ (3,7 Liter). Die Bohrung beträgt 3¾ Zoll, der Hub 5⅛ Zoll (95,25 × 130,175 mm) und das N.A.C.C.-Rating 22,5 PS.
Der Biddle kam 1915 auf den Markt und wurde bis 1922 unter drei Gesellschaften insgesamt etwa 1750 mal hergestellt. Nach der Serienreife des Biddle Model D machte sich Bieler selbständig und entwickelte mit Harold E. Porter den technisch ähnlichen, aber sportlicheren Argonne, der nur von 1919 bis 1920 gebaut wurde. Dazu gibt es widersprüchliche Angaben. Eine Einzelquelle nennt den 226,4 Motor mit den gleichen Eckdaten für 1920, bezeichnet ihn aber als einen „eigenen“ Motor, während andere davon ausgehen, dass zuerst Buda- und spätere andere Motoren verwendet wurden. Die Stückzahlen waren mit 25 Fahrzeugen und etwa 10 weiteren, aus vorhandenen Teilen nach der Insolvenz zusammengebauten, ohnehin marginal.
Während die Rochester-Duesenberg-Option beim Argonne eindeutig belegt ist, sind für den Biddle einige Duesenberg-Motoren (bis 1917) nachweisbar. Ob es einen Biddle mit dem Rochester-Duwesenberg Motor gegeben hat, ist umstritten.

### Commonwealth und Checker

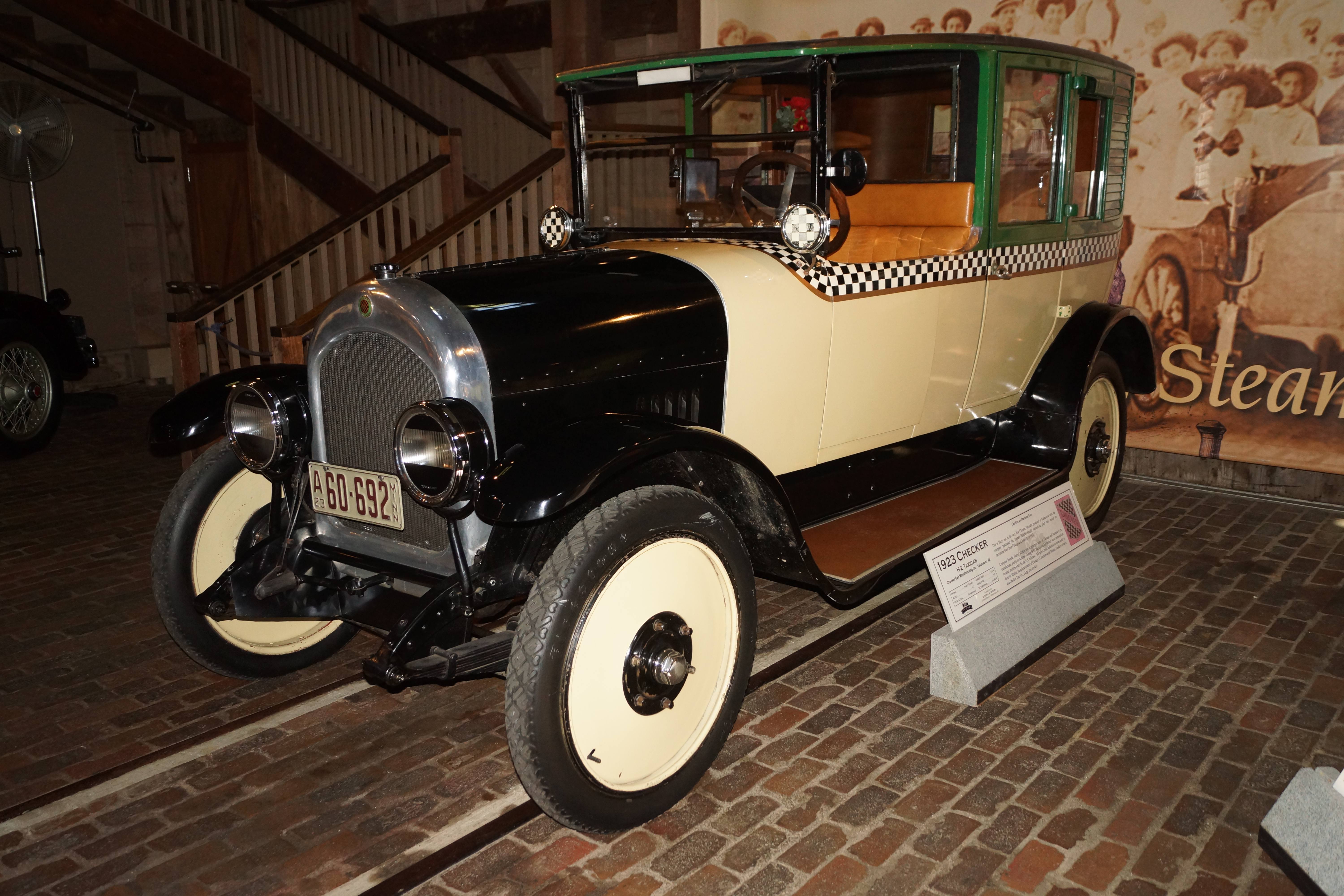
Checker H-2 Taxi (1923).

Die Commonwealth Motors Corporation in Joliet, Will County und Kendall County, Illinois, war ein Automobilhersteller, der einen großen Teil seiner Kapazitäten mit Taxis auslastete. Die ersten entstanden um 1918. Nach einer Quelle verwendete Commonwealth bereits 1920, also vor der Gründung der Checker Cab Manufacturing Company den Markennamen Checker für eine Version des Großkunden Checker Cab Company, eine bedeutende Taxigesellschaft. Die ersten dieser auch Model C genannten Baureihe erhielten Lycoming-Vierzylinder, die 1921 von Herschell-Spillman ersetzt wurden. Dabei handelte es sich um eine für diesen Kunden individualisierte Version des Commonwealth Mogul, von der 1800 Einheiten bestellt wurden. Der Auftrag führte zur Formierung der Checker Cab Manufacturing Company, in der Commonwealth aufging. Eine der ersten Entscheidungen bei Checker war die Umstellung auf Buda-Vierzylinder. Eine Quelle nennt dazu explizit den von zahlreichen Nutzfahrzeugen bekannten Buda WTU. Die meisten wurden mit einem seitengesteuerten Buda-Vierzylindermotor mit 3⅝ Zoll Bohrung und 5⅛ Zoll Hub ausgeliefert. Daraus ergibt sich ein Hubraum von 211.6 in³ (3467 cm³) und ein N.A.C.C.-Rating von 21,3 PS. Es liegt eine Leistungsangabe von 34 bhp (25,4 kW) vor, allerdings ist nicht gesichert, ob dies die Leistung dieser Motorvariante war. Buda-Motoren sind ab 1922 eindeutig belegt. Interessant ist in diesem Zusammenhang, dass das Unternehmen 1922 einen Großauftrag über 1800 Motoren bei einer National Mas-Gore Engine Company in Kalamazoo (Michigan) platzierte. Diese Version wird als Model C-44 mit 40 bhp Leistung bezeichnet. Nachdem Checker bis etwa 1929 fast ausschließlich Buda-Motoren verwendete, ist die Annahme erlaubt, dass National Mas-Gore Engine die lokale Buda-Vertretung war. Nach einer einzelnen Quelle wurden nach der Übernahme durch Checker Buda-Motoren auch im Checker Model C verwendet; sie sind zudem in den technisch sehr ähnlichen Nachfolgern Model E, F und G-4, dem Sechszylinder G-6 wie auch im ersten wirklich neuen Checker-Taxi, dem Modell K von 1928 belegt. Von diesem abgeleitet war der 1931 eingeführte und teilweise parallel zum K produzierte Model M mit einer interessanten, variabel nutzbaren Kombi-Version MU-6. Dies waren jedoch die letzten Checker mit Buda-Motoren. Checker gehörte danach kurze Zeit zur Cord Corporation und verwendete im Nachfolger Model T konzerneigene Lycoming-Motoren. Danach verwendete Checker mit wenigen Ausnahmen Motoren von Continental, und als diese nicht mehr erhältlich waren, von General Motors und insbesondere Chevrolet.

### Lenox Motor Car Company

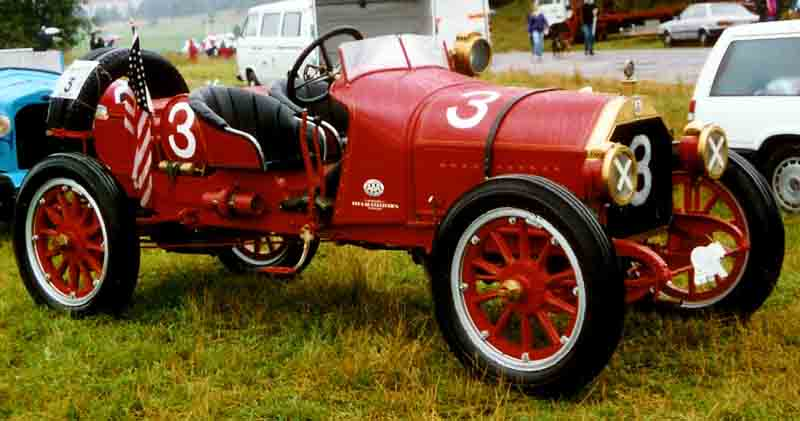
Lenox Modell D Speedster mit 280,1 in³ Vierzylinder und 27 bhp (1911)

Die Lenox Motor Car Company bestand von 1911 bis 1917 an mehreren Domizilen in und um Boston (Massachusetts). Der Hersteller baute solide assembled cars mit mindestens einem Buda-Motor, dem 312,1 in³ (4649 cm³) HU, angeboten ab 1913. Der Vorgänger hatte einen 280,6 in³ (4599 cm³) Vierzylinder unbelegter Herkunft. Dessen Bohrung und Hub (4⅛ × 5¼ Zoll) stimmen allerdings mit einem Buda-Motor überein, der in verschiedenen PKW und Nutzfahrzeugen belegt ist, etwa dem oben erwähnten LKW Chase Model B. Es ist daher nicht abwegig anzunehmen, dass auch Lenox diesen Motor verwendete. Die Leistung wird mit 27 resp. 40 bhp angegeben. Ein von 1913 bis Anfang 1916 angebotener 6-60 Sechszylinder hatte einen T-Kopf-Motor, wahrscheinlich von Wisconsin. Zu den 1915 bis 1917 angebotenen Nutzfahrzeugen liegen keinerlei Details vor, ein Traktor Model 20 mit 22–30 bhp (22 bhp Leistung am Ziehbalken und 18 bhp am Antriebsriemen) hatte einen Wisconsin-Vierzylinder und Allradantrieb.

### Luxor Cab Manufacturing Company
Der Industrielle Mathias P. Möller (1854–1937) besaß mehrere Betriebe, darunter den größten Hersteller von Orgelpfeifen in den USA und die M. P. Moller Motor Car Company, vormals Crawford Automobile Company in Hagerstown (Massachusetts). Dieses Unternehmen fertigte seit 1922 vor allem den bekannten Dagmar-Sportwagen. 1924 beteiligte sich Möller an der Gründung der Luxor Cab Manufacturing Company zur Herstellung konventioneller aber besonders hochwertig ausgestatteter Taxis. Einige Exemplare entstanden in Hagerstown, ehe noch im Frühling 1924 Räumlichkeiten von der R. H. Long Company in Framington (Massachusetts) gemietet wurden. Diese war die Herstellerin des beliebten Mittelklassewagens Bay State. Die M. P. Moller Motor Car Company kaufte dieses Gebäude 1926, verlegte alle Operationen hierher und gliederte Luxor als unselbständige Abteilung ein. Der Luxor verwendete einen Buda WTU mit 226,4 in³ (3710 cm³) Vierzylinder in einem Fahrgestell mit 114 Zoll (2896 mm) Radstand.

### Weitere Luxor-Versionen
Wohl um seine chronisch unrentable Autoproduktion abzustützen, plante Möller auch am alten Standort eine Taxiproduktion als zweites Standbein. Die von der M. P. Moller Motor Car Company gebauten Taxis entsprachen weitgehend dem Luxor. Sie wurden aber unter zahlreichen anderen Markennamen angeboten, und das manchmal exklusiv für einen einzelnen Großkunden. Äußerlich und in der Ausstattung gab es Unterschiede wie etwa Spitz- oder Flachkühler; technisch waren diese Fahrzeuge aber weitgehend identisch. Identifiziert wurden neben Luxor die Marken Moller, Blue Light (1927–ca. 1931), Aristocrat (1927–1931), Paramount und Super Paramount (1927–1931), Astor (1925–1927), Five-Boro (1924–1927) und Twentieth Century (1925–ca. 1927). Die konventionellen und mehr oder weniger identischen Fahrgestelle erhielten Buda-Vierzylindermotoren WTU mit 226,4 in³ (3710 cm³), später Sechszylinder. 1926 stellte Möller auf die Continental-Sechszylinder um, die auch für den Dagmar und den Standish verwendet wurden. Mit letzterem war 1924 erfolglos versucht worden, vom Luxor einen PKW abzuleiten. Dies wurde 1925 aufgegeben; die frei gewordenen Kapazitäten wurden für den Elysee genutzt, der als Kastenwagen-Transporter speziell für die Bedürfnisse gehobener Ladengeschäfte hergestellt wurde und gleichermaßen Lieferwagen und Werbeträger war.

### Tribune
Der Fall der Tribune Motor Company in Detroit war tragisch. Das Unternehmen war 1913 von Louis Gorham Hupp (1872–1961) gegründet worden. Hupp war Bruder und Mitarbeiter des Gründers von Hupmobile, Robert Craig Hupp (1877–1931). Gemeinsam verließen sie die Hupp Motor Car Company im Streit mit den Geldgebern. L. H. Hupp hatte mit dem Tribune keinen Erfolg: Das Projekt scheiterte an der Finanzierung, obwohl ein serienreifer Prototyp und Produktionsanlagen bereitstanden. Verwendet wurde für den Prototyp Tribune Model A ein Vierliter-Vierzylindermotor von Buda. Eine andere nennt 4¼ Zoll (108 mm) Bohrung, 5½ Zoll (140 mm) Hub und einen Hubraum von 312,1 Zoll³ (5114 cm³). Die N.A.C.C.-Rating wird von mehreren Quellen mit 28,9 PS angegeben. Der beschriebene Motor findet sich auch im FAL 35/40 hp (1910–1913) und Grayhound (1913–1914) sowie in Farmtraktoren von Champion (9-18) und Chase.

### F.A.L. / Car Without A Name

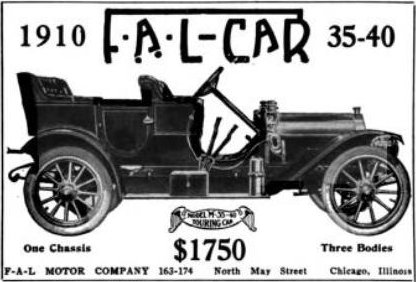
F.A.L. Model M 35/40 hp (1910)

Die Fal Automobile Company in Chicago war von 1909 bis 1914 aktiv. Zuerst wurden die Fahrzeuge unter dem Markennamen Car Without A Name vertrieben, was Kunden neugierig und andere Hersteller interessieren sollte. Die Idee war, das Fahrzeug für andere Hersteller zu produzieren. Nach kurzer Zeit erschien es als F. A. L. Model 55 und als Roadster F.A.L. Grayhound. Technisch wenig anspruchsvoll, wurde ein Buda Vierzylinder mit 312,1 Zoll³ (5114 cm³) verwendet. Im Grayhound konnte dank den serienmäßigen Sitzpolstern, die als Matratze dienten, auch geschlafen werden.

## Traktoren

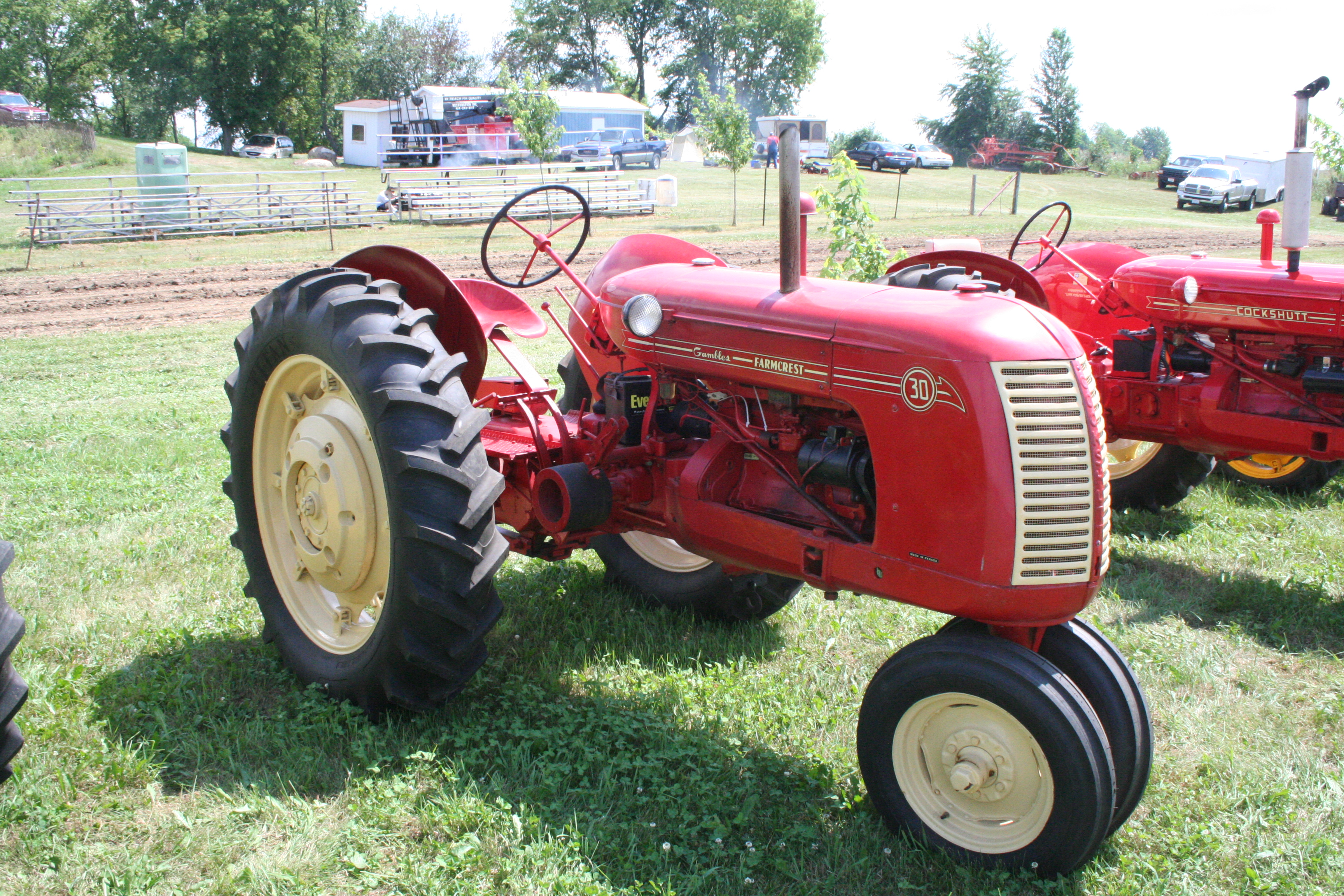
Der Farmcrest 30 ist ein für das Handelsunternehmen Gamble-Skogmo, Inc. produzierter Cockshutt 30 mit Buda-Vierzylindermotor 4BG153 / 4BD153. Farmcrest ist die Handelsmarke dieser Warenhauskette.

Buda-Motoren wurden schon zur Zeit des Ersten Weltkriegs in Ackerschleppern verwendet. Ein früher Vertreter war der Dart Blue J, der von 1918 bis 1921 hergestellt wurde. Erhältlich waren zwei Varianten, die sich nur durch den verwendeten Buda-Vierzylindermotor unterschieden. Der kleinere 12-25 hatte mit B × H: 4¼ × 5½ Zoll (312,2 in³oder 5116 cm³) wohl den Buda HU oder HTU. Der größere 15-30 hatte einen Hubraum von 381.7 in³ oder 5255 cm³ aus (B × H: 4½ × 6 Zoll). Diese Motoren finden sich auch in Dart-LKW aus dieser Zeit.
Badge Engineering war im Traktorenmarkt durchaus üblich. Einer der meistverbreiteten Vertreter hiervon waren Cockshutt-Schlepper. Um den Absatz in den USA zu intensivieren, ging dieser kanadische Hersteller Abnahmevereinbarungen mit einer Reihe von Farmgeräteherstellern ein. Die Traktoren wurden nicht nur über deren Vertriebsnetze verkauft, sie trugen auch entsprechenden Schriftzüge, Logos und Farben. Weil die Cockshutt-Baureihen 30, 35, 40 und 50 Buda-Motoren (Benziner und z. T. Diesel) verwendeten, fanden auch diese entsprechende Verbreitung (der Cockshutt 20 wurde von einem Continental-Vierzylinder angetrieben),

### Traktorenhersteller (Auswahl)
- Champion (Argo IL ca. 1918–1920)[182][Anm. 117]
- Chase (Syracuse NY 1907–1919; Toronto Ont. 1919-1921)[183][Anm. 118]
- Cockshutt (Kanada, Brantford, Ont. 1946–1962)[185][Anm. 119]
- CO-op (Battle Creek MI ca. 1930–1952)[186][Anm. 120]
- Custom (USA, Shelbyville IN 1944–1952; Butler IN, Hustisford WI; 1952-1954)[186][Anm. 121]
- Dart Blue J (USA, Waterloo In; 1918–1921)[184]
- Farmcrest (USA, Minneapolis MN; 1950er)[187][Anm. 122]
- Friday (Hartford MI)[188][189][Anm. 123]
- Jumbo, Simpson Jumbo (Azusa CA)[190][Anm. 124]
- Lehr (USA, Richmond IN)[Anm. 125]
- Massey-Harris (Racine WI)[191][Anm. 126]
- Norseman (Kanada, Toronto Ont.)[Anm. 127]
- Oliver Corporation[Anm. 128]
- Regal (Brampton, Ontario, Kanada)[Anm. 129]

### CO-op

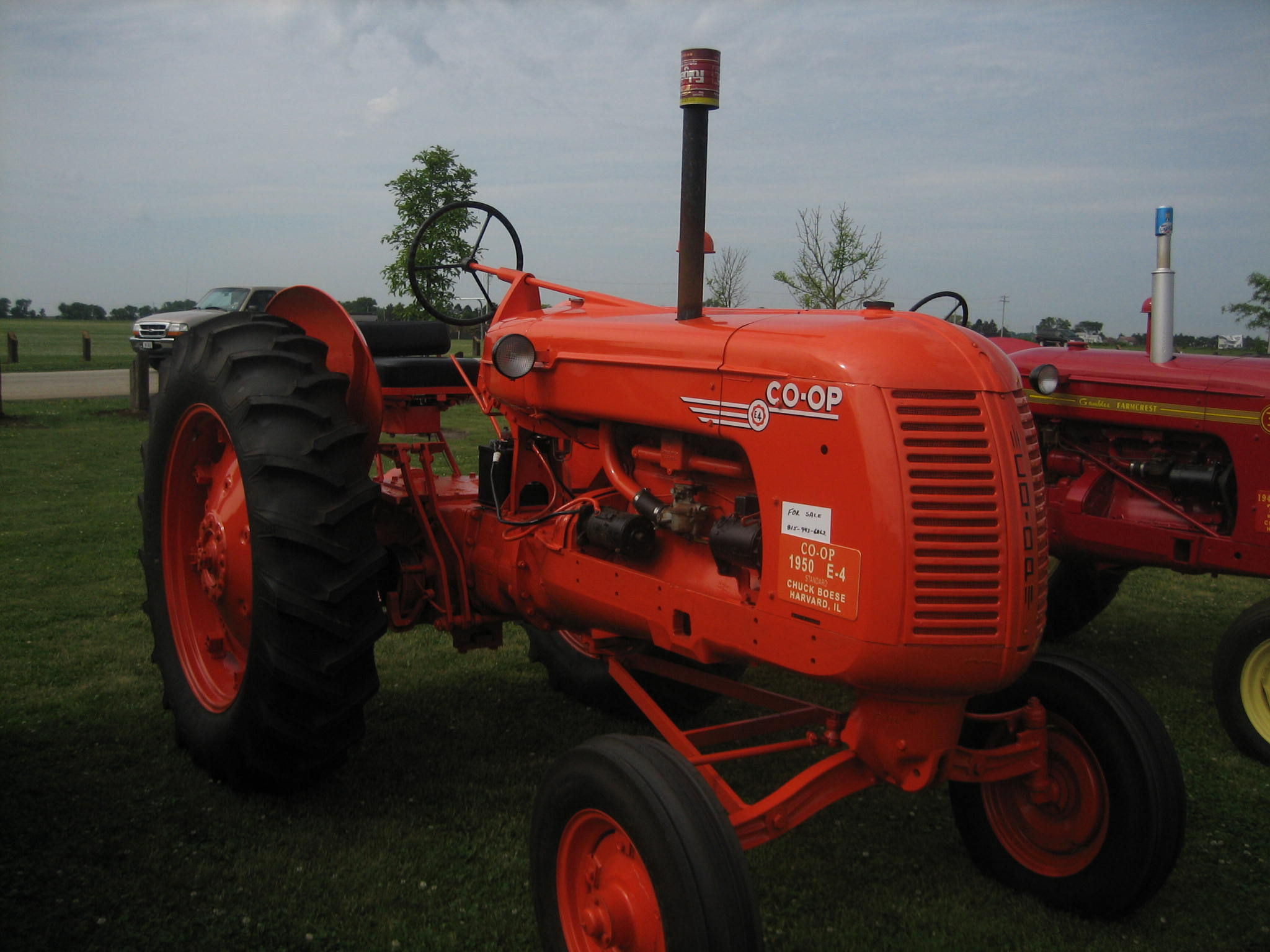
Der CO-op E4 entspricht dem Cockshutt 40 mit Buda-Sechszylindermotor.

Die Co-operative Manufacturing Company war einer von mehreren genossenschaftlich organisierten Betrieben, die ihre Produkte unter dem MarkennamenCO-op anboten. Dazu gehörten neben Traktoren auch verschiedene Farmgeräte. Die Traktoren wurden nicht selber hergestellt, sondern von verschiedenen Lieferanten zugekauft, so von Cletrac, Custom, Duplex oder Cockshutt. Nur letzterer verwendete Bua-Motoren. Wegen der großen Verbreitung dieser Fahrzeuge sind auch die verwendeten Buda-Motoren gut dokumentiert. Nachdem sich insbesondere die Traktoren nur unzureichend verkauften, wurde die Kooperative 1952 von Cockshutt übernommen und die Marke CO-op darauf eingestellt.

## Off-Highway und Baumaschinen (Auswahl)

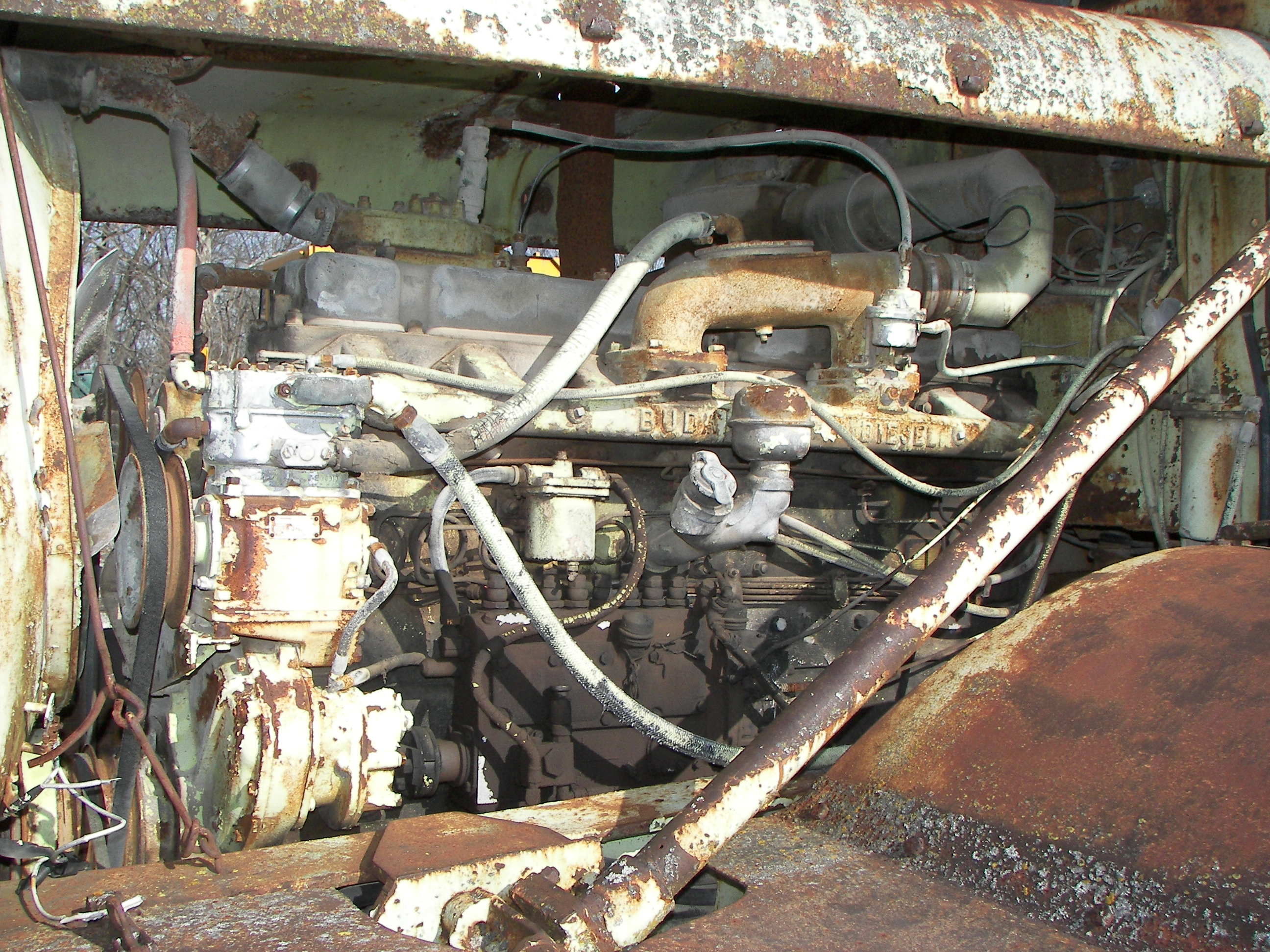
Buda Achtzylinder-Dieselmotor in einem stillgelegten Euclid-Dumper

Buda-Motoren fanden weite Verbreitung in Baumaschinen wie Bagger, Grader, Straßenwalzen, kettengetriebenen Fahrzeugen, landwirtschaftlichem Gerät, Gabelstaplern, Lokomobilen und auch Kleinlokomotiven. Die Hersteller von Off-Highway Fahrzeugen, meist überschweren Muldenkippern und Halbkettenfahrzeugen, werden unter LKW gelistet. Ein bekanntes Beispiel ist der Euclid. Auch für kleinere Geräte und Werkzeug wie Presslufthämmer, Pumpen, Zentrifugen, Kompressoren, Stromgeneratoren oder
- Austin-Western (USA, Chicago IL)[Anm. 130]
- Gardner Denver[Anm. 131]
- Lidgerwood Manufacturing Company double drum hoist (Hebebühnen)
- Western Electric Stromgenerator (Henry J. Kaiser Paving Company, Oakland CA); 1923–1924
- Zin-Ho Tragbarer Kolben-Luftkompressor; 1923–1924
- Armstrong Manufacturing Company well-drill (Brunnenbohrer)
- Aldrich triplex pump
- Municipal Supply Company street flusher
- Cement Gun Company portable piston air compressor

## Schienenfahrzeuge und Eisenbahnmaterial
- Bloomsburg Locomotive Works 7-ton gas locomotive (ca. 1923–1924)
- Plymouth Locomotive Works gas locomotive (ca. 1923–1924)
- R. W. Young Manufacturing Company: Drehscheibe n, z. B. für die Atchison, Topeka and Santa Fe Railway

## Bootsmotoren
Innenbord-Bootsmotoren gehörten schon früh zum Angebot von Buda. Fachzeitschriften, die sich an Boots- und Yachtbesitzer und Ausrüster richten, deuten auf ein breites Angebot an entsprechenden Motoren hin. Oft waren dies leicht modifizierte Nutzfahrzeugmotoren mit und ohne Propellerantrieb. Bekannt ist, dass die US-Navy zu den Kunden gehörte. Außenbordmotoren sind bislang nicht belegt worden. Der Buchstabe „M“ an der zweiten Stelle der Typenbezeichnung scheint für marine application zu stehen und könnte damit auf Boots- und Schiffsmotoren hinweisen.

### Auswahl
- Pierce Buda, ca. 1905–1910. Dreizylinder, 2-Takt.[193]
- DA.[194]
- BM-386, Motor für Sportboote, Sechszylinder, Benzin, 4-Takt, um 1930; 386 in³ entsprechen 6325 cm³[195]
- BM-411, Motor für Sportboote, Sechszylinder, Benzin, 4-Takt, um 1930; 411 in³ entsprechen 6735 cm³[195]
- GM-572, Motor für Sportboote, Sechszylinder, Benzin, 4-Takt, um 1930; 572 in³ entsprechen 9373 cm³[195]
- GM-638, Motor für Sportboote, Sechszylinder, Benzin, 4-Takt, um 1930; 638 in³ entsprechen 10.455 cm³[195]
- 6-DTMR-468, Motor für Sportboote, Sechszylinder, Benzin, 4-Takt, um 1930; 468 in³ entsprechen 7669 cm³[196]
- HM298, Motor für Sportboote, 298 in³ entsprechen 4883 cm³[197]
- KM428R, Bootsmotor, Sechszylinder, Benzin, 4-Takt, Doppelzündung, 120 bhp; 4.375 × 4.75 Zoll; 428 in³ entsprechen 7014 cm³

## Technik

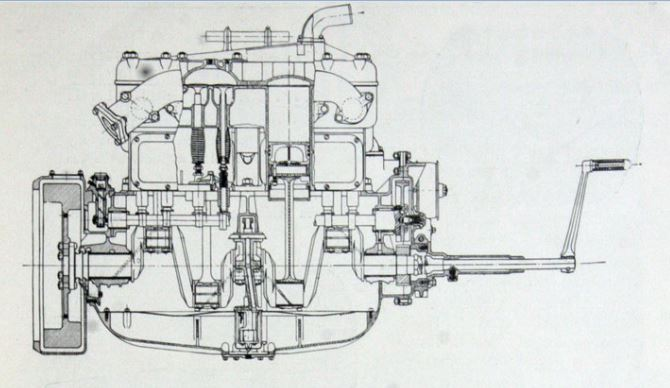
Typischer Buda-Vierzylindermotor für Personenwagen und Nutzfahrzeuge (1920).

Anfangs baute Buda wassergekühlte Reihenmotoren, zunächst als Vierzylinder und ab etwa 1914 auch als Sechszylinder.
In frühen Werbeanzeigen lobte sich das Unternehmen als Pionier des Monoblockmotors. Zuvor war Stand der Technik, Zylinder paarweise zu gießen und die Teilblöcke auf ein gemeinsames Kurbelwellengehäuse zu setzen. Buda-Motoren waren Langhuber und besaßen gekapselte Ventile, „lautlose“ Steuerketten zur Ventilsteuerung und einen geschlossenen Ölkreislauf. Die frühen Vierzylinder-Benzinmotoren hatten Leistungen zwischen 30 und 60 bhp.
Sie waren vor allem bei vielen Nutzfahrzeugherstellern beliebt. 1918 erhielt der M1917, die amerikanische Variante des französischen Panzers Renault FT, einen für diese Anwendung modifizierten Vierzylindermotor Typ Buda HU mit 312 in³ (5114 cm³) Hubraum und einer von 36 auf 42 bhp gesteigerten Motorleistung. Bei Motoren vor 1920 finden sich vereinzelt gemessene Leistungsangaben nach bhp; überwiegend jedoch wurden errechnete Werte nach A.L.A.M. / N.A.C.C.-PS angegeben. Diese entsprechen dem RAC-Rating.
Achtzylinder-Reihenmotoren wurden in den 1930er Jahren eingeführt, in der Regel als Diesel mit dem Lanova-Einspritzverfahren. Nachdem der Feuerwehrhersteller Seagrave Fire Apparatus 1935 von der insolventen Pierce-Arrow Company die Rechte und Fertigungsmittel an deren V12-PKW-Motor erworben hatten, baute Buda diese Motoren für Seagrave. Der bereits 1932 eingeführte, noch größere Seagrave V12 entstand hingegen nicht bei Buda.
Auch Bus- und Taxibauer wie Bridgeport, Luxor Cab Manufacturing Company oder Pennant nutzten Buda-Motoren. Zu den Feuerwehrfahrzeugherstellern, die Modelle mit Buda-Motoren anboten, gehörten neben Seagrave auch Duplex und American LaFrance.
Auch bei etlichen Logistikanbietern (Transporter im Werkverkehr, Gabelstapler) sowie Baumaschinen- und Traktorenherstellern waren Buda-Motoren beliebt. Dieser Markt trocknete nach der Übernahme durch Allis-Chalmers aus, weil die neuen Besitzer in diesen Sparten selber präsent waren und viele frühere Kunden nicht einen Mitbewerber unterstützen mochten.
Oft verlangten die Kunden Benzinmotoren, es gab jedoch auch viele Dieselvarianten mit identischem Hubraum, so beim Ackerschlepper Cockshutt 30G und 30D mit dem Buda G153 resp. D153 (153.1 in³ entsprechend 2509 cm³) und seinen zahlreichen Schwesterfabrikaten. Es scheint, dass sich Diesel-Traktoren in Kanada etwas eher durchsetzten als in den USA.

### Motoren (Auswahl)
Eine Fertigung von Ein- oder Zweizylindermotoren scheint zumindest für die eigenen Draisinen plausibel, ein Dreizylinder-Zweitaktmotor scheint vor 1910 angeboten worden zu sein. Der Buda-Motorenbau wurde nach 1905 ausgeweitet. Noch 1912 wurden Fahrzeuggetriebe und andere Komponenten gefertigt. Es folgte eine Konzentration auf großvolumige, seitengesteuerte Verbrennungsmotoren.
Das Bezeichnungssystem ist unübersichtlich und änderte sich im Lauf der Zeit. Zunächst wurden zwei- und dreistellige Buchstabenkombinationen verwendet, wobei der erste Buchstabe die Serie definierte, der zweite die Anwendung (z. B. „T“ für Transport resp. Straßenfahrzeuge oder „M“ für Boots- und Schiffsmotoren) und eine dritte auf technische Besonderheiten hinwies, etwa „U“ für einen komplett geschlossenen Motorblock; dies wurde in den späten Zwanzigerjahren zur Norm, sodass der Code „U“ entfiel.
Als in der zweiten Hälfte der 1910er-Jahre auch Sechszylinder hergestellt wurden, war dies an der Typenbezeichnung nicht ersichtlich; gelegentlich wurde die Zylinderzahl nach einem Trennungsstrich angegeben. So ist für den Sechszylinder GL auch die Bezeichnung GL-6 belegt.
1926 führte Buda 16 verschiedene Benzinmotoren für Straßenfahrzeuge, wobei die Baureihen BTU, ETU, KTU, WTU und YTU für Juni 1925 belegt sind.
Ab den 1930er Jahren wurde die Zylinderzahl vorangestellt, gefolgt vom Buchstabencode. Im Zuge der Rationalisierung und Normierung der Produkte konnte der gleiche Motorblock für verschiedene Motoren verwendet werden, daher wurde es notwendig, zur Unterscheidung auch den Hubraum anzugeben. Dies erfolgte mit einer drei- bis vierstelligen Ziffer, die der Hubraumgröße in Kubikzoll (in³) entsprach. Es scheint, dass die Codes „DT“ und „DH“ für Dieselmotoren Buda-Lanova reserviert waren. Vorangestellt war auch hier die Zylinderzahl, z. B. 6DH691 bei 691 in³ Hubraum. Auch die Schreibweise 6-DH-691 ist bekannt. Somit lässt sich einer der meistgebauten Buda-Motoren nach dem Zweiten Weltkrieg wie folgt aufschlüsseln: 4BG153: Vierzylinder, Benziner („G“ für Gasoline, „D“ für Diesel), 153.1 ci (2509 cm³) Hubraum. Davon gab es zahlreiche Varianten, die sich etwa durch die Kurbelwellenlagerung, das verwendetes Material für die Kolben oder die Zündanlage unterschieden.
| Belegt        | Typ N.A.C.C.-Rating | Leistung bhp | Bauweise   | Bohrung in | Hub in     | Hubraum in³/cm³    | Anwendungen | Bemerkungen                                                   |
| ------------- | ------------------- | ------------ | ---------- | ---------- | ---------- | ------------------ | --- | ------------------------------------------------------------- |
| 1915–1925     | WU/WTU 22,5 HP      | 48 bei 2200  | R4 Zyl, sv | 3¾         | 5⅛         | 226,4 / 3710       | Apperson Jack Rabbit 4-45 Ace 2,5 tn Biddle Model D, H Checker C, E, F, G Atlas 1 tn, 2 tn (?) Hawkeye Model K 1½ tn Parker 1 tn Traveler Taxi Traylor B 1½ tn | [ Anm. 132 ] [ Anm. 133 ]                                     |
| 1914–1917     | R 19,6 HP           |              | R4 Zyl, sv | 3½         | 5⅛         | 197,2 in³ 3232 cm³ | | evtl. bis 1924 ?                                              |
| 1915–1917     | RU 19,6 HP          |              | R4 Zyl, sv | 3½         | 5⅛         | 197,2 in³ 3232 cm³ | Jeffery 661 (1915) Apperson Jack Rabbit 4-45 hp (1916–1917) | Apperson auch mit WU; wahrscheinlich Ausführung WTU resp. RTU |
| 1913–1924     | RU 29 HP            |              | R4 Zyl, sv | 3¾ 95 mm   | 5¼ 113 mm  | 231,9 3801 cm³     | Jeffery Quad 4015 | 95×113 mm; wahrscheinlich Ausführung RTU                      |
| 1913–1924     | HU 29 HP            |              | R4 Zyl, sv | 4¼         | 5½         | 312,2 5116 cm³     | FAL Jeffery Quad 4017 Armored car Champion 9/18 Traktor Chase 9/18 Traktor                                                                                     | In mehreren Quellen mit 4,87 L belegt                         |
| 1917–1918     | 197 16,9 HP         |              | R4 Zyl, sv | 3½ /       | 5⅛ /       | 197,2 in³ 3232 cm³ | Service Model C120 2000 lb | [ 120 ]                                                       |
| ab 1925       | HTU 16,9 HP         |              | R4 Zyl, sv | 3¼         | 5½         | 182.5 in³ 2991 cm³ | Traylor Model C; 2 tn |                                                               |
| um 1920       | TU                  |              | R4 Zyl, sv | 3¼         | 5½         | 182.5 in³ 2991 cm³ | |                                                               |
| 1917–1918     | 226 22,5 HP         |              | R4 Zyl, sv | 3¾         | 5¼         | 226,4 in³ 3710 cm³ | Jeffery 1½ tn | WTU (226,4 in³)?                                              |
| ca. 1916–1917 | 27,23 HP            |              | R4 Zyl, sv | 4⅛ / 104,8 | 5½ / 133,6 | 294,0 in³ 4818 cm³ | Chase Model O | belegt in McClure’s 1916–1917                                 |
| ca. 1917–1918 | 27,23 HP            |              | R4 Zyl, sv | 4¼ /       | 5½ / 133,6 | 312,1 in³ 5114 cm³ | Nash Quad 2 tn | [ 116 ]                                                       |
| 1917–1921     | BSU                 |              | R4 Zyl, sv | 4          | 6          | 301,6 in³ 4942 cm³ | Titan 5 tn logging truck | BTU bis mind. 1925                                            |
| ab 1925       | ATU                 |              | R4 Zyl, sv |            |            |                    | U.S. 7 tn |                                                               |
| ca. 1922–1925 | ETU 22,9 HP         |              | R4 Zyl, sv |            |            |                    | Brown 2½ tn |                                                               |
|               | ITU                 |              | R4 Zyl, sv |            |            |                    | | [ 203 ]                                                       |
| 1919–1922     | 21,03 HP            |              | R4 Zyl, sv | 3⅝         | 5⅛         | 211,6 / 3467       | Commonwealth Mogul Taxi | [ Anm. 134 ]                                                  |
| 1925          | YTU 32,4 HP         |              | R4 Zyl, sv |            |            |                    | Hawkeye Model N 3½ tn |                                                               |
| 1925          | BTU                 |              | R4 Zyl, sv |            |            |                    | |                                                               |
| 1925          | KTU                 |              | R4 Zyl, sv |            |            |                    | |                                                               |

Mehrfachnennungen sind möglich weil teilweise nur Hubraum / Rating resp. die Werksbezeichnung bekannt sind.

### Verschiedene Vierzylinder

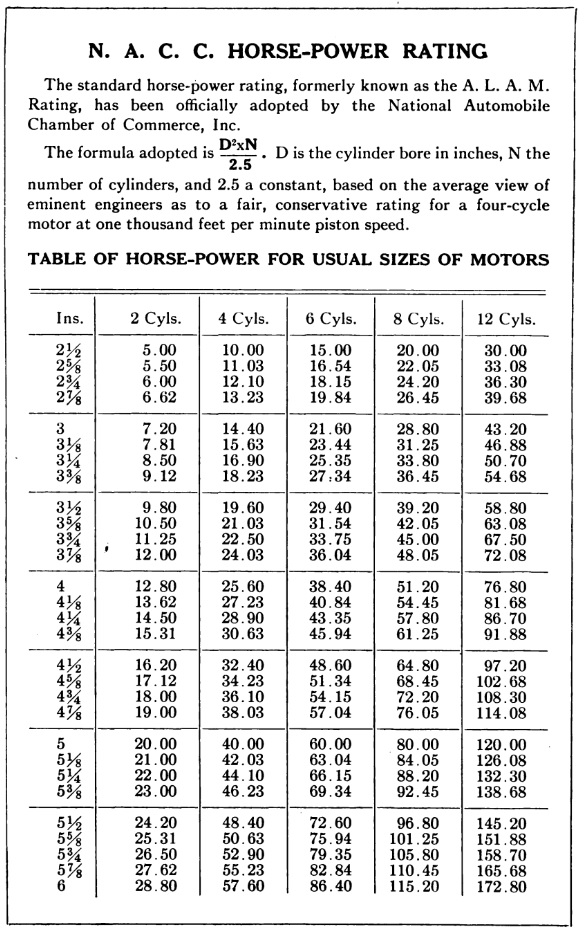
Tabelle mit dem N.A.C.C.-Rating 1916-1917.

- HR217; Vierzylinder. Stationärmotor[206]
- HP21; Vierzylinder, Viertakt, Benzin, 47 bhp (35 kW) bei 1800/min, 217 in³ (3556 cm³), 3,8125 × 4,75 in (97 × 121 mm) (1937)[206]
- 221; Vierzylinder, 3,75 × 5 in (95 × 127 mm); 220,9 in³ (3620 cm³); 22,5 HP (N.A.C.C.), nach anderer Quelle 28,9 HP (N.A.C.C.)[83] und 42 bhp (31 kW) bei 1500/min[24]

Gefunden als EBU
ab 1918 im Beck Model B 1½ tn
ab 1918 im Hawkeye 2½ tn,
ab 1923 im Ace 2½ tn Model 56
- 226; Vierzylinder, seitengesteuert, 22.5 HP, 226,4 in³ (3710 cm³), 3¾ × 5⅛[172]

Gefunden als WTU
ab 1915 im Biddle Model D
ab 1922 im Checker Model C, E, F, G
ab 1925 im Luxor Cab als WTU
Atlas 1 tn, 2 tn (?)
Hawkeye Model K 1½ tn
Parker 1 tn
- HTU; Vierzylinder, seitengesteuert, 22.5 HP, 226,4 in³ (3710 cm³), 3¾ × 5½

Traylor Model C 2 tn
- XTU;

Karavan 1½ tn (1919)
- 243; Vierzylinder, seitengesteuert, Industriemotor, 22.5 HP, 243 in³ entspr. 3982 cm³.

Gefunden als QU
Cretors Pop Corn Wagon (1915) mit Zenith L5 Vergaser.
- 280,6: Vierzylinder, seitengesteuert, 4⅛ × 5¼ Zoll; 280,6 in³ entspr. 4599 cm³. 28,3 HP N.A.C.C.; 40 bhp

1917–1918 im Chase Model R und B
1913–ca. 1916 im Lenox Four (Model A, D, E, 4-40)
- 294: Vierzylinder, belegt 1917–1918. 4⅛ × 5½ Zoll; 294,0 in³ entspr. 4818 cm³.

1917–1918 im Chase Model O
- 312,1: Vierzylinder,

Gefunden als HU
- 349,8: Vierzylinder, belegt 1917–1919. 4½ × 5½ Zoll; 349,9 in³ entspr. 5734 cm³.

Pan American Model 17, 18 und 19.
- OU: Vierzylinder, Details fehlen.

ab 1917 im Stewart 2tn
- JL877; Vierzylinder; 6¼ Zoll Bohrung. Ca. 1944, Generator, auch US Army / Navy[207]

### Verschiedene Sechszylinder
- 212.0: Sechszylinder, SV, um 1915. 212.06 ci (); B × H = 3 × 5 Zoll; N.A.C.C. Rating 21.6 HP, 3fach gelagerte Kurbelwelle

1915–1916 Jeffery Chesterfield Six
- 303,1: Sechszylinder, belegt 1916–1917; B × H = 3½ × 5¼ Zoll; 303,06 in³ (4966 cm³). N.A.C.C.-Rating 29,4 HP. Zu finden in PKW Ben Hur[128][135][209]
- 377; Sechszylinder für Omnibusse u. ä. Anwendungen; B × H = 4 × 5 Zoll; 376,99 in³ (6178 cm³). N.A.C.C.-Rating 38,4 HP; belegt bis ca. 1924[15]
- GL; auch GL-6; Sechszylinder-Monoblock mit abnehmbarem Zylinderkopf für Omnibusse u. ä. Anwendungen; B × H = 4½ × 6 Zoll; 572.56 in³ (9382 cm³). N.A.C.C.-Rating 48,6 HP; belegt 1925;[15] im Coleman 6×6 1928[33]
- HU: Sechszylinder, ca. 1926–1932.[98] Ein HU ist von 1913 bis 1916 auch als Vierzylinder belegt.
- J214; Sechszylinder;[210] 214 in³ ergeben 3507 cm³. Andere Quelle: J-216; 216 in³ ergeben 3540 cm³[170][207]

Checker M, MU6 61,5 hp. ähnlich: Buda JXA, JXB
- JL1335; Sechszylinder; 6¼ Zoll Bohrung. Ca. 1944, Generator, auch US Army / Navy[207]
- LH6; Lehigh 1925–1927 LKW Sechszylinder?

Die größten Sechszylindermotoren waren:
- 6LD1611; Hubraum 26,4 Liter
- 6DH1611; Hubraum 26,4 Liter; Buda-Lanova
- 6DH1742; Hubraum 28,6 Liter; Buda-Lanova
- 6LD1742; Hubraum 28,6 Liter
- 6DH1879; Hubraum 30,8 Liter; Buda-Lanova

### Achtzylinder
- DE / DEU

1916 Pilot 8-55
R8-Zylinder, 245.44 in³, B × H = 3⅛ & 4 Zoll; 55 bhp; N.A.C.C.-Rating 31.25 HP.
Ab 1930 auch Diesel-Lanova R8.

### Buda-Lanova
Buda gehörte zu den frühen Lizenznehmern der Lanova AG zur Nutzung des Lanova-Einspritzverfahrens für Dieselmotoren. Es verbessert mittels besonderer Gestaltung von Zylinderkopf und Brennraum das Verbrennungsluftverhältnis, sodass diese Motoren effizienter und leiser arbeiten. Buda-Lanova Motoren waren mit vier oder sechs Zylindern lieferbar. Der kleinste war ein Vierzylinder mit 3,5 Liter Hubraum, der größte ein Sechszylinder mit 31 Liter Hubraum. Buda stellte Motoren mit diesem Prinzip für Straßenfahrzeuge, Boote, Schiffe und industrielle Anwendungen her und belieferte auch die US Army und Navy.
Als weiterer Lanova-Lizenznehmer kommt die Hercules Engine Company in Canton (Ohio) in Betracht.

#### Buda-Lanova Motoren (Auswahl)
- Buda-Lanova 4-DT-212 (3474 cm³)
- Buda-Lanova 6-DH-275[212] (4506 cm³), LKW-Motor; 3½ × 4¾ in.
- Buda-Lanova 6-DH-691 (11.323 cm³)
- Buda-Lanova 6-DH-909 (14.896 cm³)
- Buda-Lanova 6-DT-278 (4556 cm³)
- Buda-Lanova 6-DT-294 (4818 cm³)
- Buda-Lanova 6-DT-317 (5195 cm³), Motor des White Scout Car (1941)
- Buda-Lanova 6-DT-389 (6375 cm³)
- Buda-Lanova 6-DT-468 (7669 cm³), Industriemotor[213]
- Buda-Lanova 6-DCMR-844 (13.834 cm³), Bootsmotor der US Navy (1944)[214]

Hubraum 844,2 in³; Bohrung × Hub 5¼ × 6½ Zoll (133,4 × 165,1 mm).
max. Leistung bei 1800/min: 180 bhp (gemessen ohne Aggregate).
max. Leistung bei 1200/min: 136,5 bhp.
Dauerleistung: 104 bhp.
Die größten identifizierten Buda-Lanova Sechszylindermotoren sind:
- Buda-Lanova 6-DH-1611 (26.400 cm³)
- Buda-Lanova 6-DH-1742 (28.546 cm³)
- Buda-Lanova 6-DH-1879 (30.791 cm³)

Ersatzteilkataloge weisen auf die Existenz mindestens eines weiteren Buda Lanova Diesel mit 638 in³ (10.455 cm³) Hubraum hin.
Die Hubraumumrechnung in cm³ basiert auf den gerundeten Kubikzoll-Angaben des Herstellers.

### Guiberson

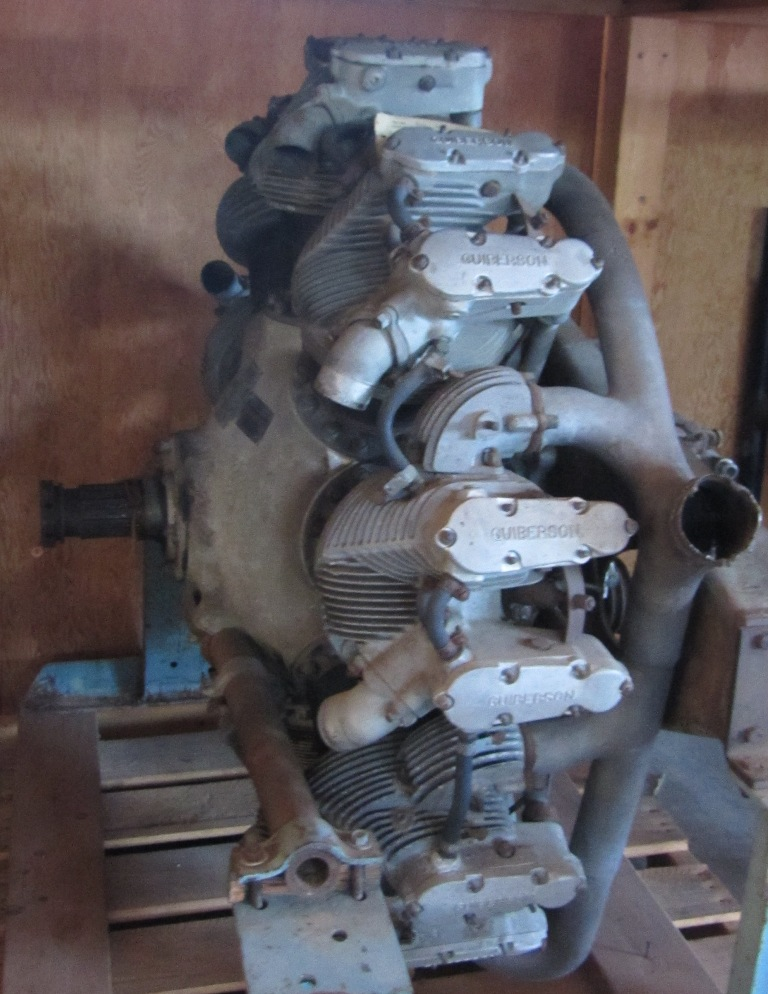
Diesel-Flugzeugmotor Guiberson A-1020 (ca. 1940)

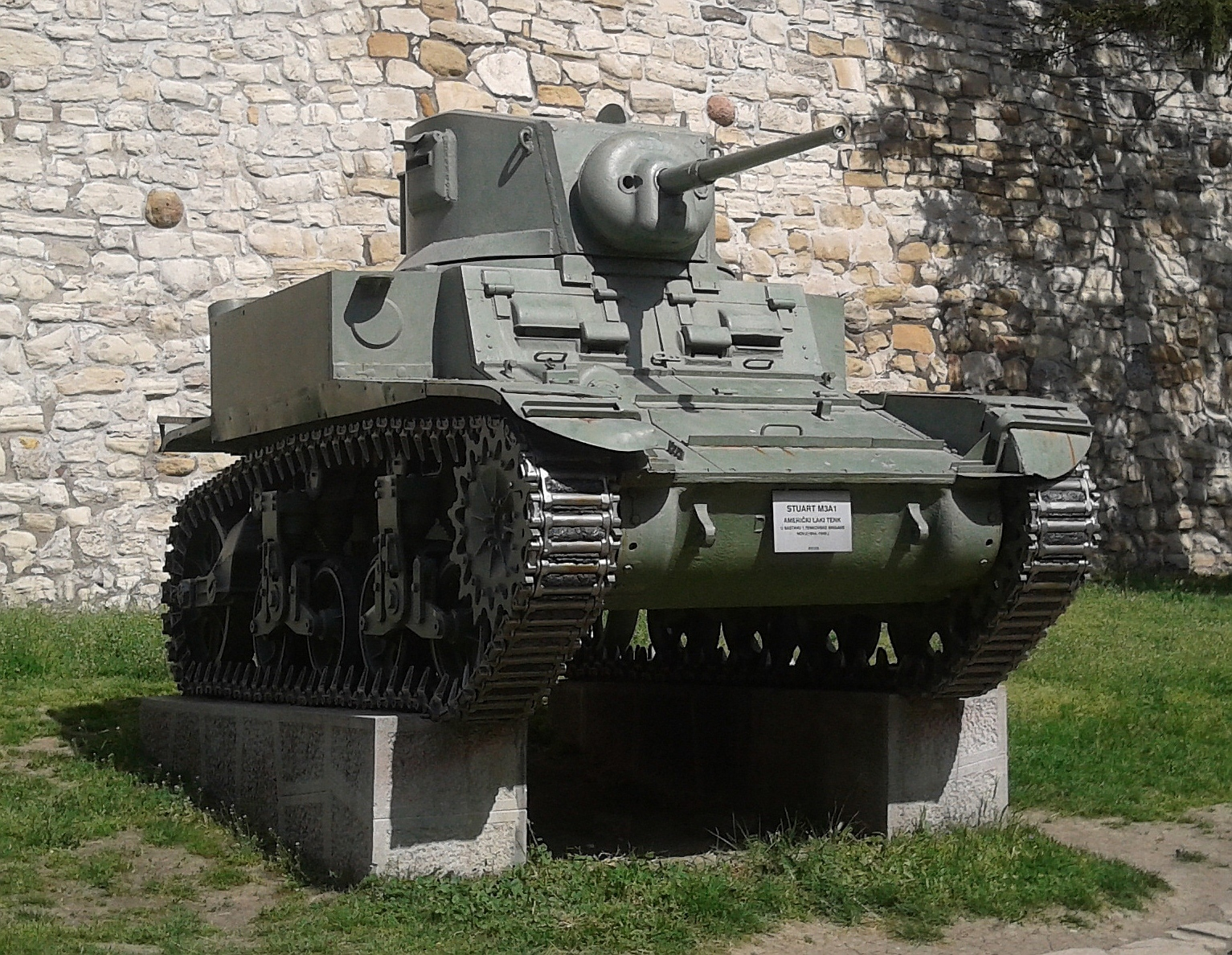
US-Panzer Light Tank M3 „Stuart“ (ca. 1942)

Während des Zweiten Weltkriegs übernahm Buda die Serienfertigung eines von der Guiberson Diesel Engine Company in Dallas (Texas) entwickelten, mit Diesel betriebenen Neunzylinder-Sternmotors. Dieser A-1020 war als Flugzeugmotor entwickelt worden. Diesel-Flugzeugmotoren wurden von Packard mit dem DR-980, ebenfalls ein Neunzylinder-Sternmotor, erstmals zur Serienreife gebracht und wurden für kurze Zeit als Alternative zum Benzinmotor betrachtet. Mit dem Aufkommen von hochoktanigem Flugbenzin bereits in den 1930er Jahren verloren solche Triebwerke jedoch ihre Marktgrundlage.
Das Triebwerk war ursprünglich als luftgekühlter Diesel-Sternmotor Guiberson A-1020 mit neun Zylindern konzipiert worden. Jeder Zylinder hatte je ein obengesteuertes Ein- und Auslassventil. Mit einer Bohrung von 5⅛ Zoll (130 mm) und einem Hub von 5½ Zoll (140 mm) war das Verhältnis fast quadratisch ausgelegt. Es ergab sich ein Hubraum von 1021 in³ (16,7 Liter). Der mit 15 : 1 verdichtete Motor hatte eine Dauerleistung von 250 bhp bei 2200/min und erreichte bis 265 bhp bei 2250/min.
Weil ein dringender Bedarf an Panzermotoren bestand, wurde eine entsprechende Version T-1020 davon abgeleitet. Diese erhielt Wasserkühlung und ein von der Kurbelwelle angetriebenes, kräftiges Gebläse. Das „T“ steht für „Tank“ (Panzer). Er wurde vor allem im Kampfpanzer Light Tank M3 „Stuart“ verwendet. Buda erhielt den Zuschlag zur Serienproduktion beider Varianten, unter denen ohnehin sehr viele Bestandteile und Komponenten austauschbar waren. Zu deren Fließbandfertigung wurde in Harvey ein Werk erstellt, das in Vorsorge auf einen kommenden Krieg und Verdunkelungsvorschriften ohne Fenster aber mit Klimaanlage und Fluoreszenzbeleuchtung konzipiert wurde.
Offenbar wurde über weitere Varianten mit sieben oder fünf Zylindern nachgedacht und auch eine Kompressorvariante in Betracht gezogen. Dazu kam es indes nicht, weil sich der Dieselantrieb in Flugzeugen als Sackgasse herausstellte und für Bodenfahrzeuge andere Antriebsmöglichkeiten bestanden. Der Nachfolger des M3, der M5 „Stuart“, erhielt zwei V8-Motoren von Cadillac und ein Automatikgetriebe.

## Nachkriegsproduktion

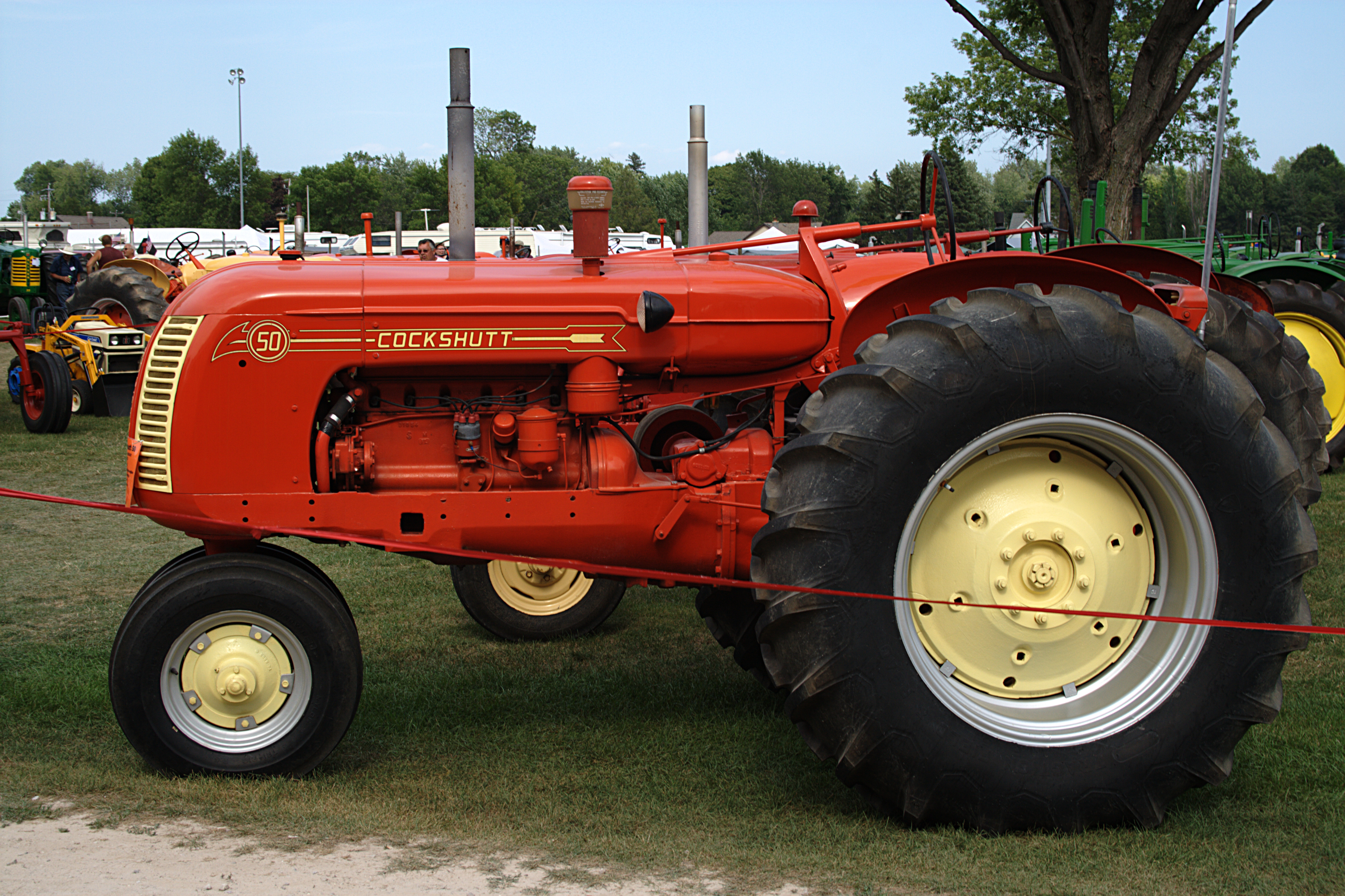
Cockshutt 50 (1955) mit Buda-Sechszylindermotor 6BG273 (4,8 Liter)

### Motoren (Auswahl)
- Buda 4BD153:[200] Vierzylinder, Diesel, nasse Zylinderbuchsen

Bohrung 3 7/16 Zoll; Hub 4 1/8 Zoll; Hubraum 153.1 ci (2509 cm³)
Bohrung 3.43 Zoll (87.122 mm) × 4.125 Zoll (104.775 mm); Hubraum so errechnet 2498 cm³. (2509 cm³)
Ausführungen mit 3- oder 5-fach gelagerter Kurbelwelle und Kolben aus Gusseisen oder Aluminium
Dieser vielseitige Motor fand Verwendung in Farmtraktoren wie dem Cockshutt 30D, auch als Benziner 30G samt entsprechenden Nebenmarken. Dieser Motor wurde auch für den Antrieb von Gabelstaplern verwendet und zumindest für diesen Zweck von Allis-Chalmer weiter produziert.
- Buda 4BD182:[218] Vierzylinder, Diesel, trockene Zylinderbuchsen 3¾ × 4⅛ Zoll; Hubraum errechnet 273.35 in³ / 4479 cm³
- Buda 6BD230:[219] Cockshutt 40
- Buda 6BD273:[220] Cockshutt 50/50D[221]
- Buda 344[222] (4D344, 4D1344): Motorenreihe für Traktoren
- Buda 516[223]

N.B.: Der Cockshutt 20 hatte einen Vierzylindermotor von Continental.
Traktorenmotoren, spätere Ausführung
- Buda 4DT; spätere Bezeichnung des Cockshutt 30?
- Buda 6LD
- Buda 6DT
- Buda 6HD

## Buda- und Allis-Chalmers Buda Gabelstapler
Es dürfte manche Kunden nicht erfreut haben, dass Buda nach dem Zweiten Weltkrieg auch komplette Gabelstapler herstellte und damit zur direkten Konkurrenz wurde. Es gibt wenig Unterlagen zu den von Buda und später Allis-Chalmers angebotenen Gabelstaplern. Das Modell FB 2024 mit dem auch vom Farmtraktor Cockshutt 30 und Baumaschinen bekannten Vierzylindermotor Buda 4B153 resp. 4BD153 als Diesel hob 2000 lb (900 kg) und wurde anscheinend von Allis-Chalmers nach der Übernahme über einen längeren Zeitraum weiter gebaut; Aufnahmen zeigen weiterhin die Schrift „BUDA“ in großen Blockbuchstaben auf der Motorhaube.
Eines der ersten Modelle nach der Übernahme durch Allis-Chalmers war der FTP-40-24 mit einer maximalen Tragkraft von 5000 lb (270 kg) und einem einstufigen, in der Neigung verstellbaren Hebearm von 84 Zoll (2,13 m) Länge sowie Gabeln mit 48 Zoll (1,22 m) Länge. Zur Ausstattung gehörten ein Zweiganggetriebe mit Rückwärtsgang, Luftreifen, hydraulische Trommelbremsen, Ausgleichsgewichte und ein schweres Roll Over Protection System.